# Aithiopiká

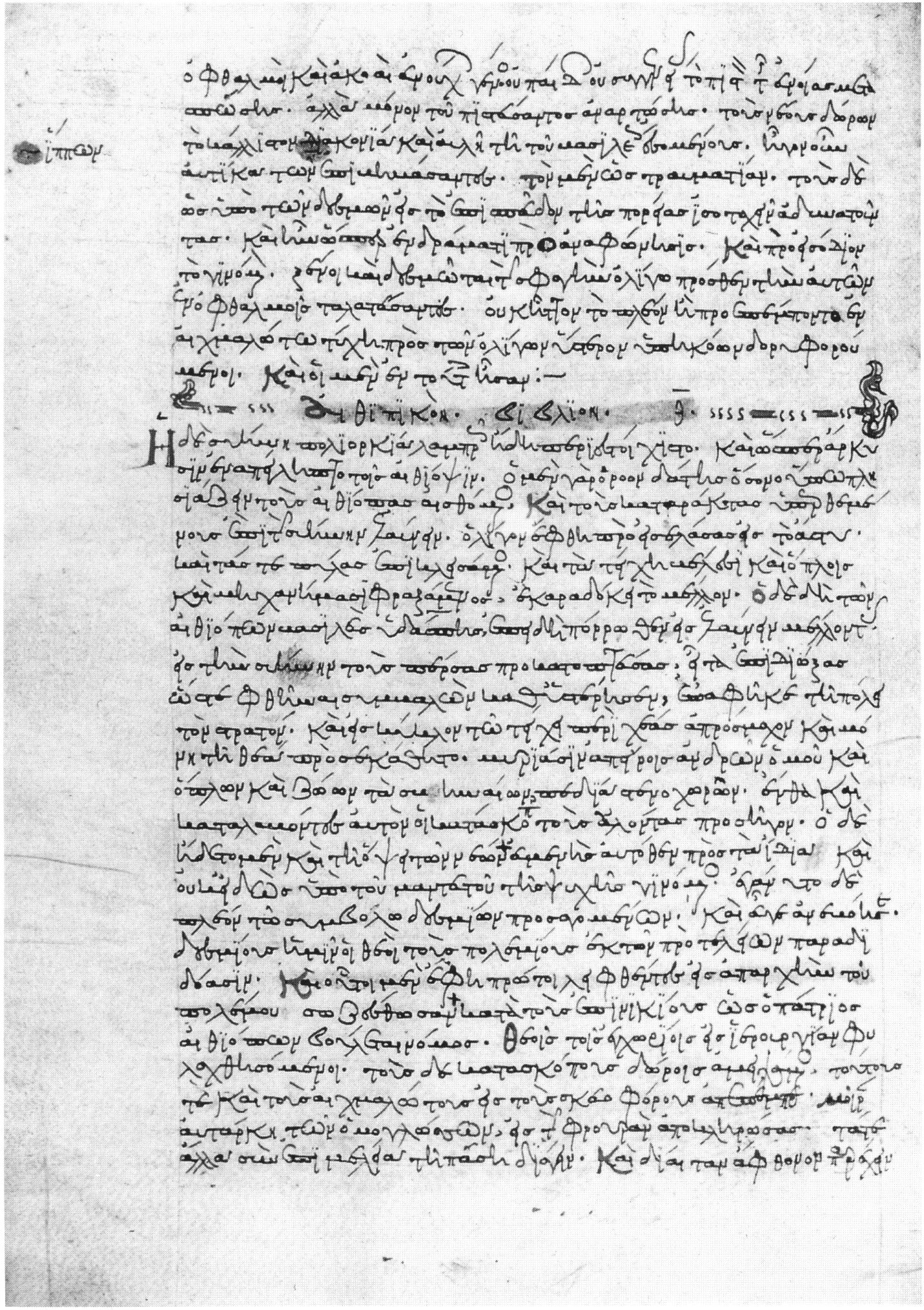
Die Aithiopika in einer Handschrift aus dem Besitz von Kardinal Bessarion, die zu den ältesten Textzeugen zählt. Venedig, Biblioteca Nazionale Marciana, Gr. 410, fol. 94v (12./13. Jahrhundert)

Aithiopika (altgriechisch Αἰθιοπικά Aithiopiká, deutsch Äthiopische Geschichten) oder Die Abenteuer der schönen Chariklea ist der Titel eines antiken griechischen Romans, der von Heliodoros aus Emesa verfasst wurde. Erzählt werden die Abenteuer des Liebespaares Charikleia und Theagenes und ihre gefahrvolle Reise nach Äthiopien.

## Autor
Heliodors Biografie liegt fast gänzlich im Dunkeln, abgesehen von einer knappen Angabe im Schlusssatz, wo er sich selbst als Phönizier aus Emesa bezeichnet. Wahrscheinlich lebte er im 3. oder 4. Jahrhundert n. Chr.

## Inhalt

### Buch I

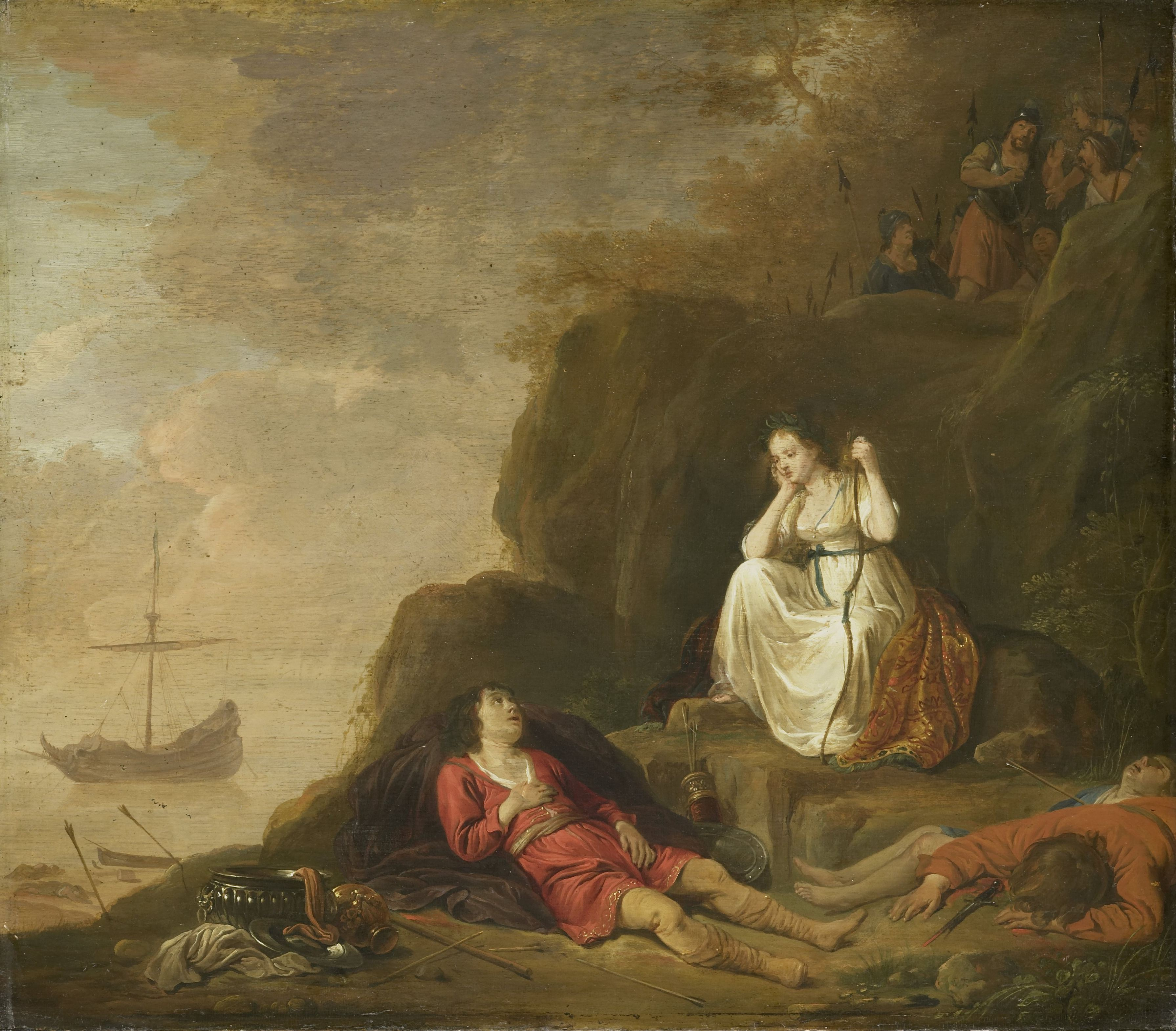
Daniël Thivart, Theagenes and Chariclea, um 1625–1640, Rijksmuseum Amsterdam

Im ägyptischen Nildelta entdecken Räuber auf einem Beutezug ein voll beladenes Handelsschiff, dessen Besatzung augenscheinlich bei einem Überraschungsangriff getötet wurde. Die einzigen Überlebenden sind eine junge Frau und ein verwundeter junger Mann, die sich später als die Protagonisten Charikleia und Theagenes erweisen. Noch während das Schiff geplündert wird, erscheint eine weitere Bande und schlägt die Räuber in die Flucht. Charikleia und Theagenes werden als Gefangene in ein verborgenes Lager im Hinterland verschleppt.
Dort treffen sie auf einen jungen Griechen namens Knemon, der ihnen von seiner Vorgeschichte und den Ereignissen berichtet, die ihn nach Ägypten geführt haben. In seiner Heimatstadt Athen war er im Haus seines Vaters den unsittlichen Nachstellungen seiner Stiefmutter Demänete ausgesetzt, weigerte sich aber, ihre Liebe zu erwidern. Aus Zorn schmiedete diese mit ihrer Dienerin Thisbe eine Intrige, woraufhin Knemon schuldlos von seinem Vater angeklagt und aus Athen verbannt wurde. Als später die wahren Umstände ans Licht kamen, nahm sich Demänete das Leben, während Thisbe mit einem reichen Kaufmann nach Ägypten entfliehen konnte. Um seinen Ruf wiederherzustellen, begab sich Knemon auf die Suche nach ihr, fiel dabei aber den Räubern in die Hände.
Indessen hat sich deren Anführer Thyamis in Charikleia verliebt und teilt ihr seinen Entschluss mit, sie zu heiraten. Wenig später aber wird das Lager angegriffen und Knemon bringt Charikleia in einem unterirdischen Versteck in Sicherheit. Angesichts der drohenden Niederlage entscheidet Thyamis, dass sie eher sterben soll, als den Feinden in die Hände zu fallen. In der unterirdischen Höhle tötet er daraufhin eine Frau, die er in der Dunkelheit irrtümlich für Charikleia hält. Er selbst wird schließlich von den Feinden überwältigt, während Knemon und Theagenes fliehen können.

### Buch II
Knemon und Theagenes kehren bei Anbruch der Nacht in das Lager zurück und untersuchen das Versteck. Sie erkennen, dass es sich bei der ermordeten Frau um Thisbe handelt, die zuvor ebenfalls von den Räubern gefangen genommen und von Thermutis, dem Schildträger von Thyamis, dort in Sicherheit gebracht worden war. Theagenes und Charikleia sind wieder vereint. Thermutis, der sich in Thisbe verliebt hatte, kehrt seinerseits zum Versteck zurück. Trotz ihrer Beteuerung, nicht für ihren Tod verantwortlich zu sein, beschließt er insgeheim, alle drei bei einer günstigen Gelegenheit zu ermorden. Knemon und Thermutis machen sich zunächst auf die Suche nach Thyamis, während Charikleia und Theagenes nach Chemmis aufbrechen, einem nahegelegenen Dorf, wo sich die Gruppe später wieder treffen will. Knemon ahnt die Absichten seines Begleiters und kann in der Nacht unbemerkt entkommen. Thermutis wird im Schlaf von einer Giftschlange gebissen und stirbt.

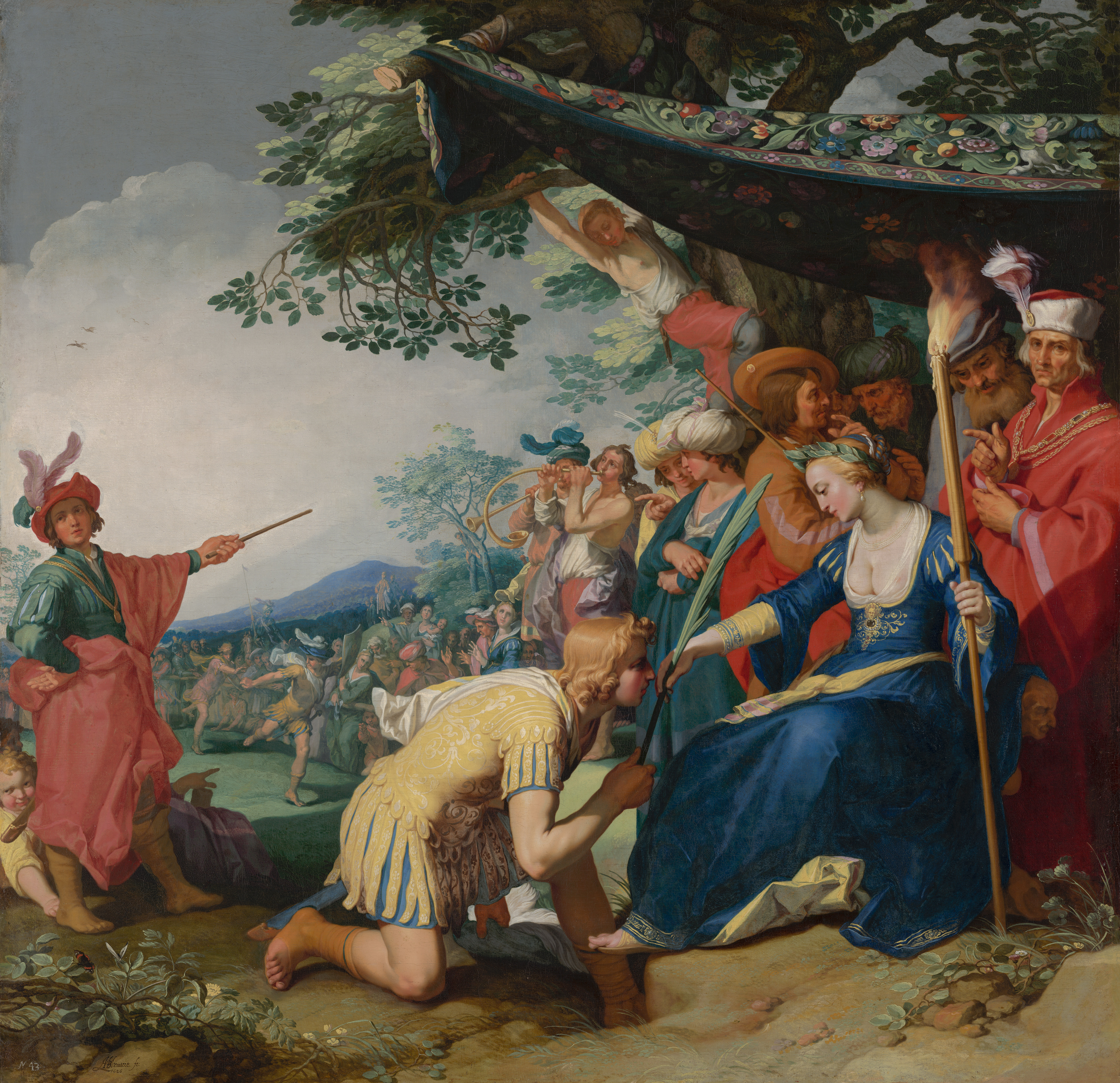
Abraham Bloemart, Theagenes and Chariclea, 1626, Den Haag, Königliche Gemäldegalerie Mauritshuis

In Chemmis angekommen, begegnet Knemon am Flussufer einem alten Mann namens Kalasiris. Es stellt sich heraus, dass dieser ebenfalls auf der Suche nach Charikleia und Theagenes ist und Unterkunft im Haus des Kaufmannes Nausikles gefunden hat. Dort berichtet er Knemon ausführlich, welche abenteuerliche Vorgeschichte ihn mit dem jungen Paar verbindet und wie sie gemeinsam nach Ägypten gelangt sind. Einst lebte Kalasiris als Prophet und Priester der Isis in Memphis, wo er sich in eine schöne Thrakerin namens Rhodopis verliebte. Aus Angst, seine priesterlichen Gelübte zu verletzen, und weil er einen tödlichen Zweikampf seiner beiden Söhne in einer göttlichen Eingebung vorausgesehen hatte, begab er sich ratsuchend zum Heiligtum des Apollon in Delphi. Dort freundete er sich mit dem angesehenen Priester Charikles an. Dieser ging vor vielen Jahren nach dem tragischen Tod seiner Frau und Tochter auf eine ausgedehnte Reise, die ihn auch nach Ägypten führte. Von einem geheimnisvollen Fremden angesprochen, übernahm er unerwartet die Fürsorge für ein kleines Mädchen, dem er den Namen Charikleia gab. Mit ihr kehrte er nach Delphi zurück, um sie zu einer Priesterin der Artemis zu erziehen. Jahre danach verliebten sich die mittlerweile erwachsene Charikleia und Theagenes, der als Anführer einer Gesandtschaft aus Thessalien zu den Pythischen Spielen angereist war, bei ihrer ersten Begegnung.

### Buch III
Überwältigt von ihren Gefühlen, fiel Charikleia in einen fieberähnlichen Zustand, der sich noch verschlimmerte, als Charikles seinen Neffen Alkamenes zu ihrem zukünftigen Bräutigam bestimmte. Kalasiris, der um den wahren Grund der vermeintlichen Krankheit wusste, versprach sowohl Theagenes, sich für ihn einzusetzen, als auch Charikles, eine Heilung für das Leiden seiner Tochter zu finden.

### Buch IV
In den folgenden Tagen untersuchte Kalasiris eine Kopfbinde, die Charikleia als kleines Kind in Ägypten neben anderen Gegenständen bei sich hatte. Darin eingestickte Schriftzeichen enthüllten, dass sie in Wahrheit die Tochter der äthiopischen Königin Persinna ist. Da Charikleia jedoch mit heller Hautfarbe geboren wurde, fürchtete Persinna, von ihrem Mann Hydaspes fälschlich des Ehebruchs bezichtigt zu werden und ließ das Kind aussetzen. Nachdem Kalasiris Charikleia über ihre wahre Abstammung aufgeklärt hatte, willigte sie ein, gemeinsam mit Theagenes nach Äthiopien zu fliehen. Theagenes täuschte ihre Entführung aus dem väterlichen Haus vor. Tatsächlich planten die drei jedoch, unbemerkt auf einem phönizischen Handelsschiff nach Ägypten zu segeln.

### Buch V
Kalasiris beendet seinen Bericht, als spät am Abend Nausikles eintrifft. Nun wird die Geschichte von Charikleia und Theagenes wieder aufgenommen. Beide wurden im Räuberlager von Soldaten des Kommandanten Mitranes ergriffen, der auf Befehl des persischen Statthalters Oroondates mit der Suche nach Thisbe beauftragt worden war. Während Charikleia mit Nausikles nach Chemmis zurückkehren durfte, wurde Theagenes als Gefangener zu Oroondates geschickt.
Auf einem von Nausikles ausgerichteten Festmahl berichtet Kalasiris nun weiter von der Flucht aus Delphi. Zunächst erreichten die drei die Insel Zakynthos, wo sie bei einem alten Fischer die Wintermonate verbringen wollten. Als Kalasiris jedoch erfuhr, dass sich eine Gruppe von Seeräubern in einer abgelegenen Bucht versteckt hielt, drängte er den Kapitän des Handelsschiffes zum sofortigen Aufbruch. Dennoch wurde das Schiff wenig später auf offener See von den Piraten eingeholt und aufgebracht. Kalasiris, Charikleia und Theagenes erreichten als Gefangene schließlich Ägypten. Als der Anführer Trachinos verkündete, Charikleia zur Frau zu nehmen, kam es am Strand zu einer Meuterei, bei der sich die Seeräuber am Ende gegenseitig getötet haben.

### Buch VI

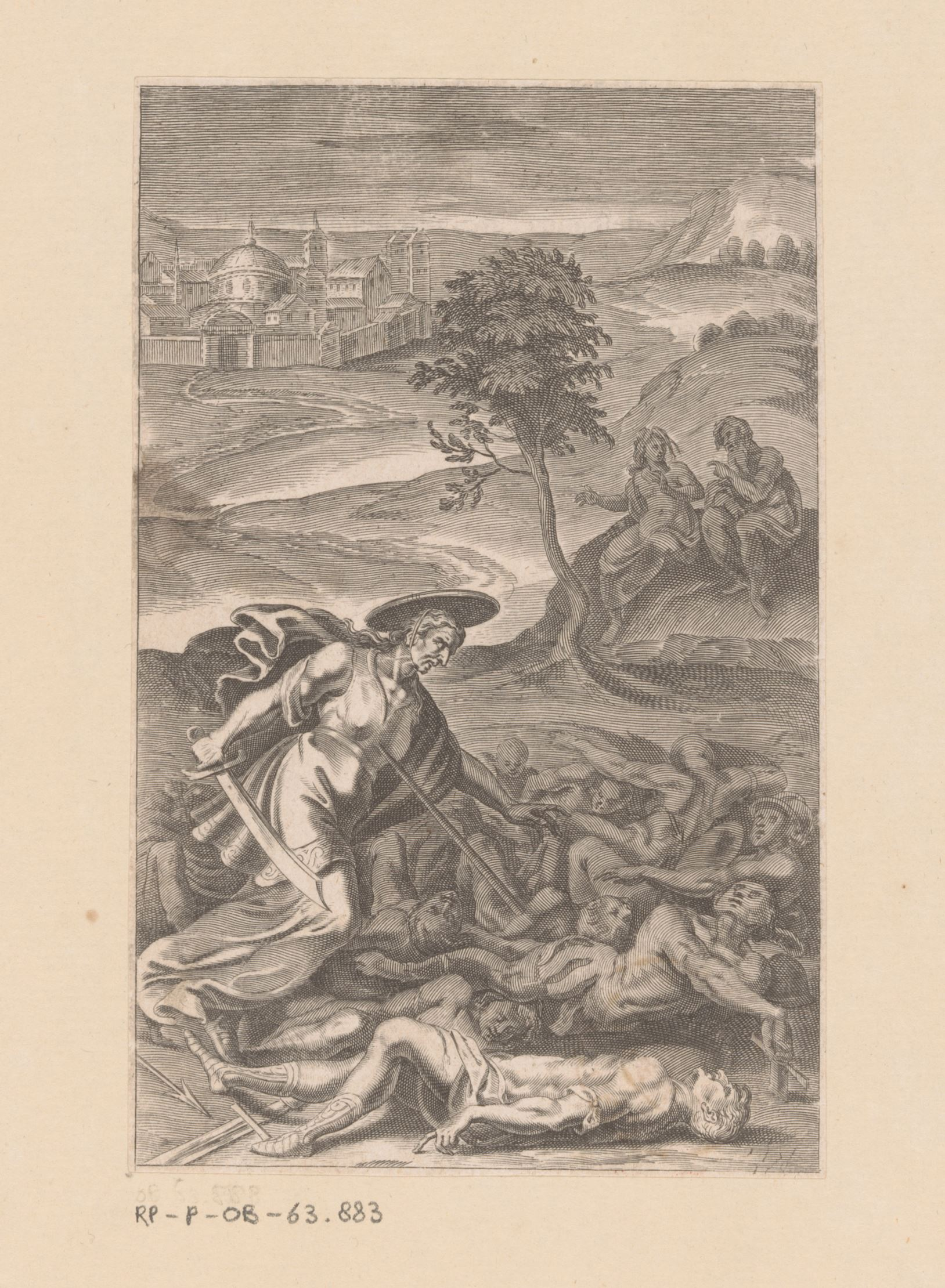
Tod der alten Dorfbewohnerin von Bessa. Im Hintergrund Kalasiris und Charikleia.

Nachdem Kalasiris die gesamte Vorgeschichte enthüllt hat, begibt er sich gemeinsam mit Nausikles und Knemon auf den Weg zu Mitranes, um die Freilassung von Theagenes zu erwirken. Unterwegs erfahren sie jedoch, dass dieser erneut von den Räubern unter dem Befehl von Thyamis gefangen genommen wurde, und kehren unverrichteter Dinge nach Chemmis zurück. Dort willigt Knemon in das Angebot von Nausikles ein, eine seiner Töchter zu heiraten. Spontan wird eine Hochzeit ausgerichtet und Knemon beschließt, mit seiner Braut nach Griechenland zurückzukehren. Anschließend begeben sich Kalasiris und Charikleia als Bettler verkleidet auf die Suche nach Thyamis. In dem kleinen Ort Bessa erzählt ihnen eine alte Dorfbewohnerin, dass Mitranes und seine Soldaten in einen Hinterhalt geraten sind und getötet wurden. Thyamis ist mit seinen Männern inzwischen nach Memphis, dem Sitz des Satrapen Oroondates, weitergezogen, um die Stadt zu belagern.

### Buch VII
Während Oroondates gerade einen Feldzug gegen die Äthiopier vorbereitet und nicht in Memphis zugegen ist, verhandelt seine Frau Arsake mit Thyamis. Dieser war einst Priester der Isis, wurde aber auf Betreiben seines eifersüchtigen Bruders Petosiris aus der Stadt vertrieben. Arsake schlägt einen Zweikampf zwischen beiden vor, um die Belagerung zu beenden und ein unnötiges Blutvergießen unter der Bevölkerung zu verhindern. Während des Kampfes trifft im letzten Moment Kalasiris ein, der der Vater der beiden ist, und gebietet ihnen Einhalt. Thyamis erhält sein Priesteramt zurück. Noch in derselben Nacht verstirbt Kalasiris im Schlaf. Indessen ist Arsake in heftige Liebe zu Theagenes verfallen. Zusammen mit Charikleia wird er im Palast untergebracht, wo er von Kybele, der Kammerfrau von Arsake, erfolglos bedrängt wird, die Zuneigung ihrer Herrin zu erwidern. Kybeles Sohn Achämenes, der im Gefolge von Mitranes den Hinterhalt in Bessa überlebt hat, erkennt Theagenes wieder, behält sein Wissen aber zunächst für sich. Als er jedoch seine privilegierte Stellung am Hof bedroht sieht, begibt er sich zu Oroondates nach Theben, um Arsakes Untreue aufzudecken.

### Buch VIII
Achämenes erstattet Oroondates Bericht über die Vorgänge in Memphis. Dieser befiehlt, Theagenes und Charikleia unverzüglich zu ihm zu bringen. In der Zwischenzeit hat Thyamis vergeblich bei Arsake darum ersucht, die beiden in seine Obhut zu übergeben. Theagenes wird aufgrund seiner Unbeugsamkeit inhaftiert und gefoltert, während Kybele plant, Charikleia zu vergiften. Bei einem gemeinsamen Mahl wird der Giftbecher jedoch absichtlich von einer Dienerin vertauscht und Kybele gereicht, die auf der Stelle stirbt. Charikleia wird daraufhin des Mordes bezichtigt und zum Tod auf dem Scheiterhaufen verurteilt, überlebt aber in den Flammen durch die Kraft eines wundertätigen Ringes, der ihr einst von ihrer Mutter mitgegeben worden war. Wenig später befreit Bagoas, ein Bote des Oroondates, beide aus dem Kerker. Auf die Nachricht vom Verschwinden der Gefangenen begeht Arsake Selbstmord. Als sich Bagoas wie befohlen mit Theagenes und Charikleia auf dem Rückweg zu Oroondates befindet, werden sie von einem Spähtrupp der Äthiopier aufgegriffen und gefangen genommen.

### Buch IX
Charikleia, Theagenes und Bagoas werden zur Armee von König Hydaspes gebracht, der mit seinem Heer die Stadt Syene belagert. Dort hat sich Oroondates verschanzt, erhält allerdings die Zusage, mit seinen Truppen abziehen zu dürfen, nachdem Hydaspes´ Soldaten eine Bresche in die Stadtmauern schlagen konnten. Oroondates sammelt sein Heer entgegen der Vereinbarung neu und greift Hydaspes an, woraufhin die Perser in einer Feldschlacht vernichtend besiegt werden. Als Achämenes versucht, Oroondates auf der Flucht zu ermorden, wird er seinerseits von einem äthiopischen Bogenschützen getötet.

### Buch X

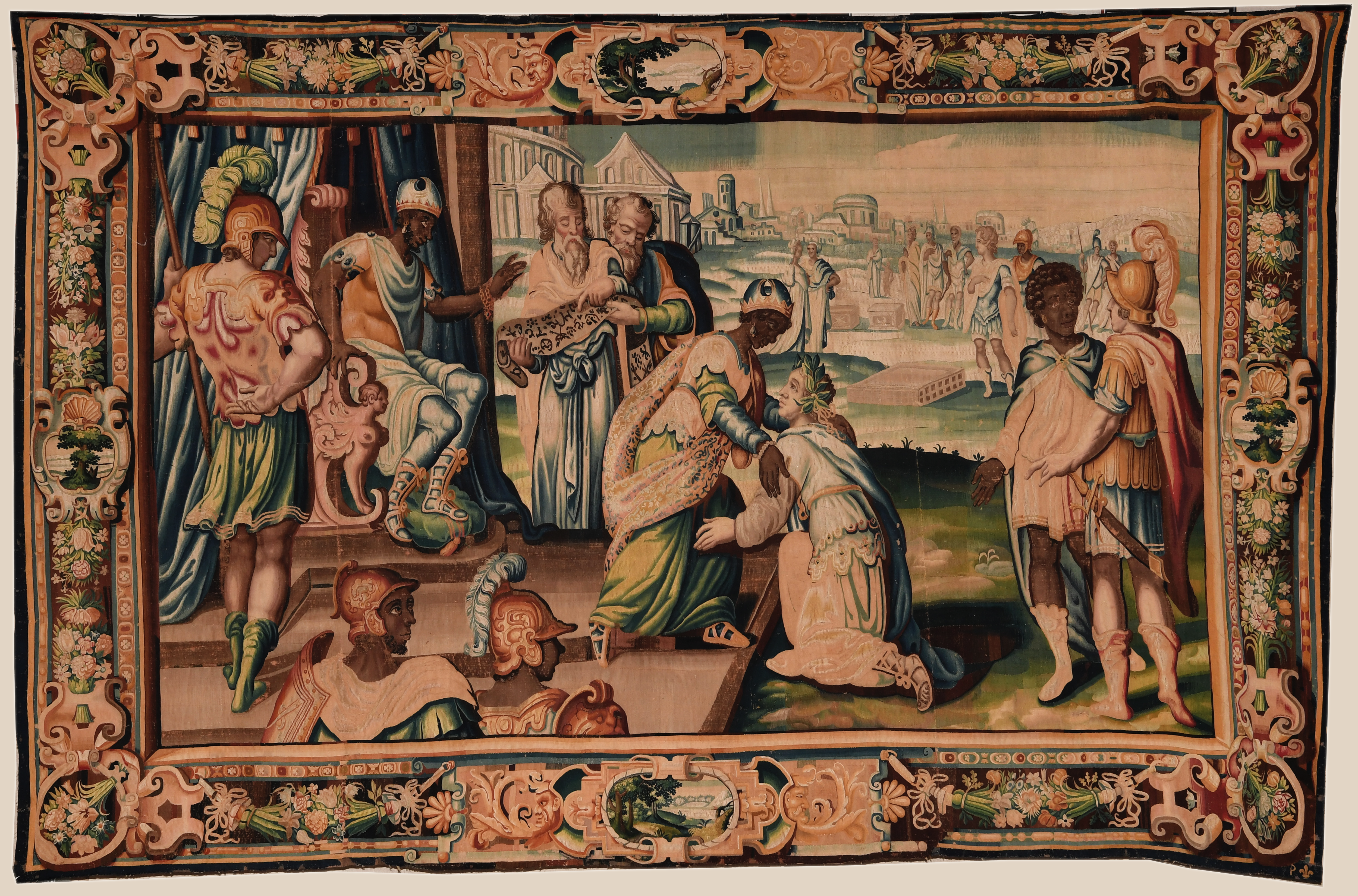
Hydaspes und Persinna erkennen Charikleia wieder.

Hydaspes kehrt siegreich nach Äthiopien zurück. Nach seinem Einzug in die Hauptstadt Meroë findet eine große Feier statt, bei der Theagenes und Charikleia gemäß alter Tradition den Göttern geopfert werden sollen. Charikleia gibt sich nun ihrem Vater zu erkennen und legt als Beweis die Gegenstände vor, die sie seit ihrer Kindheit bei sich hatte. Persinna bestätigt die Geschichte, und auch Sisimithres, der Vorsteher einer einflussreichen religiösen Gemeinschaft, setzt sich für Charikleia ein. Er erklärt unter anderem, dass er es einst war, der in Ägypten das junge Mädchen in die Obhut von Charikles gegeben hatte. Auf Willen des Volkes wird das Menschenopfer nicht vollzogen. Plötzlich taucht Charikles in der Menge auf. Er war der Spur seiner verschwundenen Tochter gefolgt und schließlich bis nach Äthiopien gelangt. Als er Theagenes beschuldigt, seine Tochter entführt zu haben, klärt Charikleia den wahren Sachverhalt auf. Beide werden von Hydaspes am Ende in den Rang eines Priesters und einer Priesterin von Helios und Selene erhoben und leben fortan in Äthiopien.

## Personen
- Achämenes (Sohn von Arsakes Dienerin Kybele, oberster Mundschenk am Hof des Oroondates)
- Akestinos (Arzt aus Delphi)
- Alkamenes (Neffe von Charikles und von diesem als Bräutigam für Charikleia bestimmt)
- Antikles (aus Ägina; begleitet Knemon nach Ägypten)
- Aristippos (Athener Bürger, Vater von Knemon)
- Arsake (Schwester des persischen Großkönigs und Gattin des Satrapen Oroondates)
- Arsinoë (Flötenspielerin und Prostituierte aus Athen)
- Bagoas (Eunuch im Gefolge von Oroondates)
- Charias (Freund von Knemon. Berichtet ihm in der Verbannung von den Ereignissen in Athen)
- Charikleia (Tochter von Hydaspes und Persinna. Wird am Ende Priesterin der Selene und lebt mit Theagenes fortan in Äthiopien)
- Charikles (Priester des Apollon in Delphi. Übernimmt die Fürsorge für Charikleia)
- Demänete (zweite Ehefrau von Aristippos, Stiefmutter von Knemon)
- Euphrates (Oberster Eunuch von Memphis)
- Hegesias (Oberster Beamter der Stadt Delphi)
- Hermonias (Zeremonienmeister von Hydaspes)
- Hydaspes (König von Äthiopien, Vater von Charikleia)
- Isias (Geliebte eines namentlich nicht genannten Freundes von Nausikles)
- Kalasiris (Prophet und Priester der Isis in Memphis, Vater von Thyamis und Petosiris)
- Knemon (Athener, Sohn von Aristippos. Gelangt nach Ägypten und heiratet dort die Tochter des Kaufmanns Nausikles)
- Kybele (Kammerdienerin von Arsake; aus Lesbos als Kriegsgefangene nach Ägypten gebracht)
- Meroëbos (I) (Bruder von Hydaspes)
- Meroëbos (II) (Sohn und Nachfolger von Meroëbos I., Neffe von Hydaspes)
- Mitranes (Kommandant im Dienst von Oroondates)
- Nausikles (wohlhabender Kaufmann aus Chemmis)
- Nausikleia (Tochter von Nausikles; heiratet Knemon)
- Ormenos (Wettkämpfer aus Arkadien. Tritt bei den Pythischen Spielen gegen Theagenes im Waffenlauf an)
- Oroondates (Persischer Statthalter in Ägypten, Gatte von Arsake)
- Peloros (Seeräuber unter dem Befehl von Trachinos)
- Persinna (Königin von Äthiopien, Mutter von Charikleia und oberste Priesterin der Selene)
- Petosiris (Sohn von Kalasiris, Bruder von Thyamis)
- Rhodopis (Thrakerin)
- Sisimithres (Vorsitzender der Versammlung der Gymnosophisten am Königshof von Äthiopien)
- Theagenes (Geliebter von Charikleia. Am Ende mit ihr verlobt und in den Rang eines Priesters des Apollon erhoben)
- Thermutis (Schildträger von Thyamis)
- Thisbe (Dienerin von Demänete)
- Thyamis (Sohn von Kalasiris, Bruder von Petosiri, Anführer einer Räuberbande; später wieder eingesetzt als rechtmäßiger Prophet der Isis in Memphis)
- Trachinos (Anführer der Seeräuber)
- Tyrrhenos (Fischer aus Zakynthos)

## Datierung
Da zur Biografie des Autors keine gesicherten Angaben überliefert sind, lässt sich die Entstehungszeit des Romans nur anhand inhaltlicher Kriterien eingrenzen, wobei in der Forschung zwei unterschiedliche Standpunkte diskutiert werden. Befürworter einer frühen Datierung verordnen den Roman in das zweite Viertel des 3. Jhs. So weist die Geschichte Parallelen zu Philostratos´ Werk Das Leben des Apollonios von Tyana vom Beginn des 3. Jhs. auf. Darin werden Erlebnisse und angebliche Wundertaten des im 1. Jh. wirkenden Philosophen Apollonios beschrieben, der den Mittelmeerraum bis nach Ägypten und Äthiopien bereist haben soll.
Vermutet wird auch, dass die `Aithiopika´ auf den sog. „Klemens-Roman“ gewirkt haben, einer fiktiven Lebensbeschreibung von Papst Clemens I., die in zwei unterschiedlichen Fassungen, den sog. „Pseudo-Klementinen“, überliefert ist und in ihrer Urform wohl im zweiten Viertel des 3. Jhs. verfasst wurde. Sollte dies zutreffen, müssten beide Werke recht zeitnah entstanden sein.

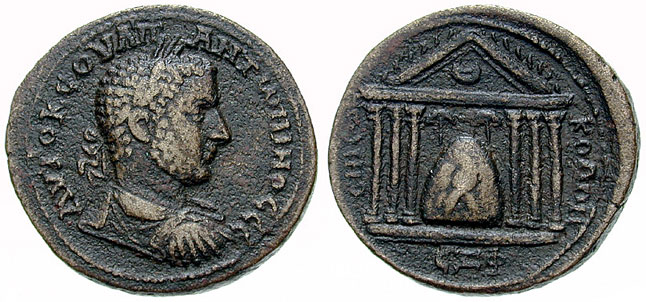
Bildnis des Kaisers Elagabal auf einer antiken Münze. Auf der Rückseite ist der heilige Stein abgebildet, der im Tempel des Gottes verehrt wurde. 2. Jd. n. Chr.

Schließlich wird die Hervorhebung von Sonnen- und Mondgottheiten unter verschiedenen Namen (Apollon, Helios, Artemis, Selene) als Indiz für die Abfassung des Romans in diesem Zeitraum gewertet. Heliodor bezeichnet sich selbst im Schlusssatz als „Phönizier aus Emesa, der dem Geschlecht des Helios angehört“. Aus dieser Stadt stammte auch Julia Domna, die Ehefrau von Septimius Severus, deren Vater Iulius Bassianus Oberpriesters des lokalen Sonnengottes Elagabal war. Der Name dieser Gottheit ging später auch auf den Enkel ihrer Schwester Julia Maesa, Kaiser Marcus Aurelius Antoninus (um 204 – 222 n. Chr.) über, der den Kult massiv propagierte und in Rom einzuführen versuchte. Im Jahr 220 setzte der Kaiser den emesischen Sonnengott sogar an die Spitze der römischen Staatsreligion und ließ sich vom Senat den Titel sacerdos amplissimus dei invicti Solis Elagabali verleihen.
Als Beleg für eine spätere Entstehung in der zweiten Hälfte des 4. Jhs. werden Parallelen zu zwei panegyrischen Reden des Kaisers Julian (331 – 363 n. Chr.) auf Constantius II. angeführt, in denen u. a. von der Belagerung der mesopotamischen Stadt Nisbis berichtet wird. Da die Belagerung von Syene in Buch IX der `Aithiopika´ auffallende Ähnlichkeiten dazu aufweist, sollen diese Texte der entsprechenden Passage zugrunde gelegen haben. Gegen dieses Argument wurde wiederum eingewandt, dass Julians Darstellung von anderen historischen Quellen an dieser Stelle auffallend abweicht, mit dem Roman jedoch übereinstimmt. Daher wäre es ebenso denkbar, dass Julian Heliodors Text als Vorlage benutzte, nicht umgekehrt, und somit eine frühere Datierung plausibel bleibt.

## Historischer Kontext
Der historische Zeitrahmen der Handlung wird von Heliodor nur vage umrissen und ist in manchen Punkten nicht schlüssig oder offensichtlich inkorrekt. Schauplätze sind neben Griechenland und der Schlussepisode in Meroë vor allem Ägypten, das unter der Herrschaft der Perser steht. Der namentlich nicht genannte Großkönig wird durch den Statthalter Oroondates vertreten, der in Memphis residiert. Sein Einflussgebiet reicht bis zur umkämpften Stadt Syene in Oberägypten, auf die auch die Äthiopier Anspruch erheben. Darüber hinaus fehlen konkrete Angaben, die eine genauere zeitliche Eingrenzung zulassen.
Die Unabhängigkeit Ägyptens endete im Jahr 525 v. Chr. mit dem Sieg der Perser über Psammetich III., dem letzten Pharao der 26. Dynastie. Nachdem die Ägypter 404 v. Chr. die Macht zeitweise zurückerlangen konnten, eroberte Artaxerxes III. das Land 343 v. Chr. erneut, bis es schließlich 332 v. Chr., ein Jahr nach dem Sieg Alexanders d. Gr. in der Schlacht von Issos, kampflos in das Reich des Makedonen überging. Man könnte die Handlung daher augenscheinlich in den Zeitraum vom späten 6. bis zum Ende des 5. Jhs. v. Chr. verordnen, oder in die kurze Phase der zweiten Perserherrschaft.

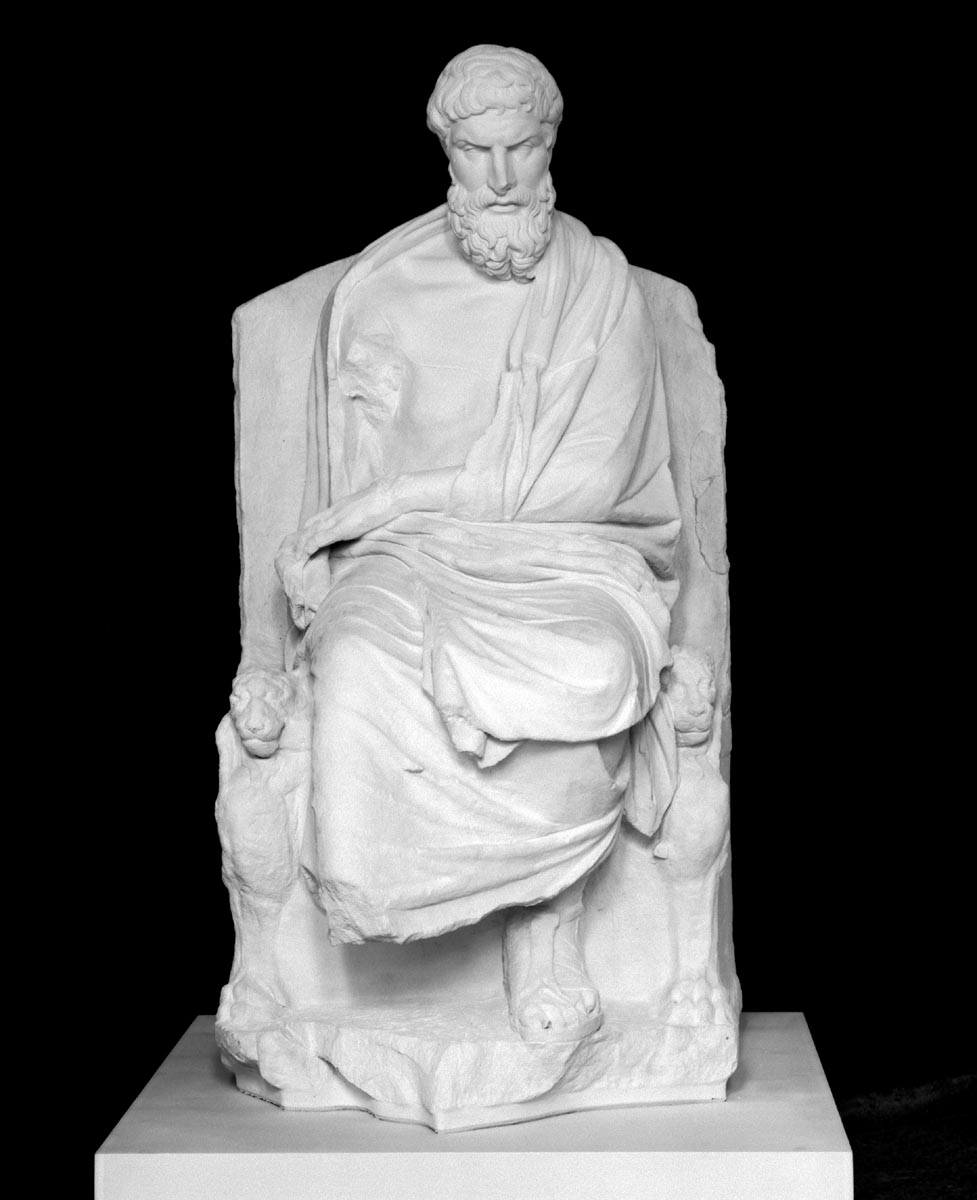
Epikur (ca. 342–270 v. Chr.), Rekonstruktion einer wahrscheinlich nach dem Tod des Philosophen entstandenen Statue (Abgußsammlung der Universität Göttingen).

Allerdings wird in Buch I ein Monument der Epikureer in Athen erwähnt: „Kennst du den Garten, wo das Denkmal der Epikureer ist? Komme gegen Abend dorthin und warte auf mich“. Damit sind offenbar die Bildnisse der Philosophen Epikur, Metrodor und Hermarch gemeint, die in römischen Kopien überliefert sind und vermutlich nach dem Tod der Dargestellten, also um 277 (Metrodor), 271/270 (Epikur) und 250 v. Chr. (Hermarch) im kepos, dem Garten Epikurs, aufgestellt wurden. Dieser hat sich jedoch erst 306 v. Chr. in Athen niedergelassen, also knapp drei Jahrzehnte nach dem Untergang des Persischen Reichs.
Kurz darauf wird auch die Akademie genannt, wo sich die von ihrem Ehemann überführte Demänete in einen Abgrund in den Tod stürzt. Die berühmte philosophische Lehrstätte wurde von Platon um 387 v. Chr. gegründet, also während der Phase, in der die Ägypter die Perser für mehrere Jahrzehnte aus dem Land vertrieben hatten. Auch dies fügt sich schlecht in den geschichtlichen Rahmen der übrigen Handlung ein.

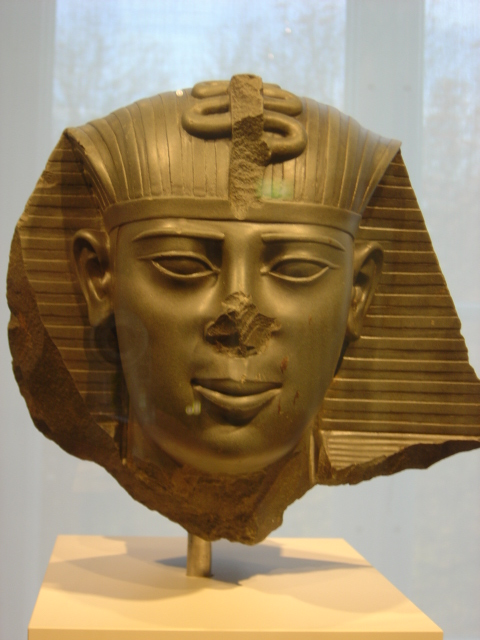
Pharao Amasis (reg. 570–526 v. Chr.)

In Buch II erzählt Kalasiris zudem von der schönen Thrakerin Rhodopis, die ihm in Memphis begegnet ist. Aus Angst, sich in sie zu verlieben und darüber seine Pflichten als Priester zu verletzen, verlässt er die Stadt in Richtung Griechenland. Von einer gleichnamigen Frau berichtet auch der griechische Geschichtsschreiber Herodot in seinen `Historien´, wo sie aber zur Zeit von König Amasis gelebt haben soll: „[...] sie stammte aus Thrakien und war Sklavin eines Samiers, Iadmon, des Sohnes des Hephaistopolis, und sie war Mitsklavin des Fabeldichters Äsop. […] Sie kam nach Ägypten, weil der Samier Xanthes sie hinbrachte, und nachdem sie hierhin gekommen war, um ihren Beruf auszuüben, wurde sie für viel Geld freigekauft von einem Mann aus Mytilene […]; sie blieb in Ägypten, und weil sie großen Liebreiz hatte, erwarb sie sich für eine Rhodopis ein großes Vermögen.“
Amasis regiert jedoch von 570 – 526 v. Chr., also unmittelbar vor der persischen Invasion. Rhodopis wird ebenfalls von dem griechischen Gelehrten Strabon in seiner Geographika erwähnt, aus der Heliodor mehrere Passagen für seinen Roman übernommen hat. Laut einer Anekdote stammte sie aus Naukratis, wurde später Königin von Ägypten und nach ihrem Tod in der (eigentlich für Mykerinos erbauten) kleinen Pyramide von Gizeh bestattet. Diese Version wird auch in den Varia historia des römischen Autors Älian berichtet, war in der Antike also durchaus geläufig.
Alles in allem war es Heliodor nicht daran gelegen, eine spezifische Epoche akkurat abzubilden, vielmehr mischte er Elemente verschiedener Zeitperioden zu einem historisierenden Gesamtbild. Er wollte dem Leser eine von griechisch-hellenistischer Kultur geprägte Vergangenheit suggerieren, die geradezu als goldenes Zeitalter idealisiert und wiederholt auch mit der „barbarischen“ Welt außerhalb Griechenlands kontrastiert wird.

## Orte der Handlung

### Nildelta
Die Erzählung beginnt am Heraklesarm im Nildelta, der auch kanopischer Arm genannt wurde. An dieser westlichsten Mündung des Flusses lagen in der Antike die namensgebenden Hafenstädte Kanopus und Herakleion, die vor der Gründung Alexandrias wichtige Umschlagplätze für den Seehandel mit Griechenland und dem übrigen Mittelmeer waren.

### Hirtenland
Nicht weit von der Küste entfernt hinter einem Gebirgskamm erstreckt sich das Hirtenland, ein ausgedehnter See, der von den Nilüberschwemmungen gespeist wird und an seinen Ufern in Sumpfauen übergeht. Dort leben die Bukolen, ein Hirtenvolk, das allerdings auch Raubzüge unternimmt („sämtliches Räubervolk der Ägypter ist dort zu Hause“). Geschützt durch das Dickicht der Vegetation leben sie in relativer Abgeschiedenheit, entweder in Hütten auf kleinen Inseln oder auf Hausbooten. Dass es in der Antike tatsächlich eine solche Volksgruppe gab, geht aus dem Geschichtswerk von Cassius Dio hervor, der von einem Aufstand zur Zeit von Kaiser Marc Aurel berichtet: „Die sogenannten Bukolen in Ägypten begannen einen Aufstand und brachten auch die übrigen Ägypter zum Abfall; die Führung hatte ein gewisser Priester Isidoros. […] Dann überwanden sie die Römer in offener Feldschlacht, und beinahe wäre sogar Alexandria in ihre Hände gefallen, hätte man nicht Cassius von Syrien aus gegen sie entsandt.“ Darüber hinaus enthält der Bericht keine Angaben über das Siedlungsgebiet oder die Lebensweise der Aufständischen. Dass es sich um eine Gemeinschaft von Räubern handelte, die abgeschieden vom Rest der Bevölkerung in einer eigenen sozialen Ordnung lebten, ist daher eine fantasievolle Erfindung des Autors.

### Athen
Knemons Erzählung im ersten Buch zeichnet auch ein knappes Bild seiner Heimatstadt Athen, die als autarke Polis geschildert wird, in der die Bürger eigenverantwortlich über politische und rechtliche Angelegenheiten entscheiden. Zur Zeit der Panathenäen nahm er als Ephebe an der feierlichen Prozession zu Ehren der Göttin Athene teil, nachdem er auf Antrag seines Vaters Aristippos, einem Mitglied des Areopags, in die Liste der Vollbürger aufgenommen worden war. In der Tat erfolgte in Athen die Aufnahme der jungen Erwachsenen unter die Bürger mit Vollendung des 18. Lebensjahres durch die Eintragung in die Bürgerliste des Demos.
Wenig später klagt Aristippos seinen Sohn vor der Volksversammlung an, nachdem er ihn in seinem Haus mit einem Messer bedroht hat. In Wahrheit jedoch glaubte Knemon aufgrund einer durchdachten List seiner Stiefmutter Demänete, einen vermeintlichen Liebhaber auf frischer Tat zu ertappen.
Die schlechte Behandlung von Eltern durch ihre Kinder war in Athen im 5. und 4. Jh. v. Chr. ein realer Straftatbestand, der als öffentliche Klage vor einem Geschworenengericht verhandelt wurde. Dieses setzte sich aus mindestens 500 als Geschworene bzw. Richter bestellte Bürger zusammen, konnte in wichtigen Fällen aber deutlich größer sein. Nachdem der vorsitzende Beamte die Verhandlung eröffnet hatte, hielten Kläger und Beklagte ihre Reden. Bei der Abstimmung entschied die einfache Mehrheit. Heliodor gibt diesbezüglich die Verhältnisse im Athen der klassischen Zeit also durchaus glaubhaft wieder.

### Chemmis
Chemmis ist ein Dorf am Nil, in dem der Kaufmann Nausikles mit seiner Familie lebt. Es liegt etwa 100 Stadien vom See des Hirtenlandes entfernt in südlicher Richtung (Knemon legt die Strecke in einem Tagesmarsch zurück) und scheint ein belebter Ort zu sein, da am Ufer viele Kähne festgemacht sind, um Reisende über den Fluss zu setzen. Auch Herodot nennt in seinen `Historien´ zwei Orte dieses Namens. Zum einen eine Insel in einem ausgedehnten See nahe der Stadt Buto im Nildelta, auf der sich ein großer Tempel des Apollon befand (den Herodot mit Horus gleichsetzt). Zum anderen eine Stadt im oberägyptischen Gau von Theben nahe Neapolis (heute Quina), wo es wiederum ein Heiligtum des Perseus gegeben haben soll. Aufgrund dieser Angaben scheint es nicht zufällig, dass Heliodor gerade diesen Namen für einen Schauplatz seines Romans gewählt hat. Chemmis wird außerdem bei Strabon erwähnt, dort allerdings unter dem antiken griechischen Namen Panopolis, die die Hauptstadt des oberägyptischen 9. Min-Gaus war, und heute unter dem Namen Achmim bekannt ist.

### Delphi
Kalasiris landet bei seiner Reise nach Delphi zunächst in Kirrha (heute Itea) am krissäischen Golf. Die Kultstätte selbst wird von zahlreichen Gläubigen aus ganz Griechenland und darüber hinaus aufgesucht, um den Rat des Gottes Apollon zu erbitten. Die religiösen Feierlichkeiten während der Pytischen Spiele werden mit großem Aufwand ausgerichtet. Neben der kastalischen Quelle erwähnt Heliodor noch Kampfbahnen, Brunnen, den Apollon-Tempel, sowie ein Denkmal für Neoptolemos, der der Sage nach dort ermordet worden sein soll.

### Zakynthos
Nach ihrer Flucht aus Delphi gelangen Theagenes, Charikleia und Kalasiris an Bord eines phönizischen Handelsschiffes nach Zakynthos, nachdem sie die „Spitzen Inseln“ hinter sich gelassen haben, die auch in der Odyssee erwähnt werden [Od. XV, 299-399]. Der beschauliche Ort, in dem Händler und Fischer verkehren, steht ganz im Gegensatz zur prachtvollen Kulisse von Delphi.

### Memphis
Memphis ist Sitz des persischen Statthalters, der in einer weitläufigen Palastanlage residiert. Innerhalb der Stadt befindet sich der Tempelbezirk der Isis, der mit der Geschichte um Kalasiris und dem Konflikt zwischen seinen beiden Söhnen verbunden ist.

### Syene
Die oberägyptische Stadt (heute Assuan) liegt an der Grenze zwischen Äthiopien und dem persischen Reich. Sie wird von Hydaspes belagert, bis ihm Oroondates die Kontrolle über die Nilinsel Elefantine und die Smaragdminen der dortigen Region zusichert.

### Meroë
Die Hauptstadt des äthiopischen Reiches liegt auf einer Halbinsel, die vom Nil und den Flüssen Astaborras und Asasobas gebildet wird. Vor der Stadt befindet sich ein heiliger Platz, auf dem die Dankopfer für Helios, Selene und Dionysos vollzogen werden. Das umliegende Land wird von Heliodor in geradezu fantastischer Weise idealisiert: „Denn abgesehen davon, daß die Palmen eine außerordentliche Höhe erreichen und sehr fleischige, süße Datteln tragen, ist der Wuchs der Halme von Weizen und Gerste so gewaltig, daß sie jeden Mann zu Pferd und manchmal sogar einen Kamelreiter verdecken, und die Ernte so hoch, daß sie das dreihundertfache der Aussaat beträgt.“
Die historische Stadt Meroë, am Nil zwischen dem 5. und 6. Katarakt gelegen, war über lange Zeit eines der bedeutendsten Zentren des kuschitischen Reiches, dessen Kultur stark von ägyptischen Einflüssen geprägt war. Menschenopfer, wie sie im Roman beschrieben werden, gab es dort aber nicht. Herodot bezeichnet Meroë in seinen Historien als Mutterstadt der Äthiopier und erwähnt auch, dass dort vor allem Dionysos und Zeus verehrt wurden. Im 8. und 7. Jh. v. Chr. gelang es den Kuschiten sogar, ihre Macht über ganz Ägypten auszudehnen, wo sie als 25. Dynastie gezählt werden. Bis in die römische Antike blieb das Königreich ein bedeutender Machtfaktor, dessen Herrscher noch im 4. Jh. n. Chr. nachweisbar sind.

## Erzähltechnik

### Erzählperspektiven
Die `Aithiopika´ sind im Vergleich zu anderen Beispielen der Gattung außerordentlich vielschichtig und fordern vom Leser ein stetiges Maß an Aufmerksamkeit, um in der teils stark verschachtelten Handlung nicht den Überblick zu verlieren. Der Autor unterteilt die Erzählung in insgesamt 10 Bücher, wobei es bis zum Ende von Buch V dauert, ehe alle Informationen bekannt sind, um rückwirkend den Sinn der ersten Szene zu verstehen. Die Geschichte beginnt medias in res, indem die unheimliche Eröffnung am Strand aus der Perspektive der Räuber geschildert wird. Diese können sich die Situation, die sie dort vorfinden, zunächst nicht erklären. Nach und nach, gleichsam ihren Blicken folgend, entdeckt der Leser schrittweise das menschenleere Handelsschiff, die Leichen der Piraten und schließlich die beiden Protagonisten, deren Namen wir erst später im Lager der Bukolen erfahren. Dort wechselt die auktoriale Erzählsituation in die Ich-Perspektive, als Knemon seine Vorgeschichte in Athen schildert. Ab dem Punkt, wo er im Exil auf Ägina von seinem Freund Charias über den Tod Demänetes informiert wird, beginnt eine „Erzählung innerhalb der Erzählung“. Zugleich schreitet aber auch die äußere Handlung weiter voran, denn schon bald werden die Räuber ihrerseits im Lager angegriffen.
In Buch II setzt mit der Geschichte von Kalasiris ein komplexer Wechsel von Erzählperspektiven und Zeitebenen ein, der sich bis zur Mitte des Romans fortsetzt. Während wir diese Retrospektive wiederum aus der Sicht des Ich-Erzählers erleben, werden mit der Beschreibung von Charikles´ Reise nach Ägypten und Persinnas geheimer Botschaft jeweils weitere Ebenen der Rückschau eingefügt. Unterbrochen wird Kalasiris immer wieder durch Kommentare Knemons oder dem Auftreten von Nausikles, von dem wir näheres über die gegenwärtigen Entwicklungen außerhalb von Chemmis erfahren.
Ab Buch VI entwickelt sich die Geschichte dann chronologisch weiter, wobei es neben der eigentlichen Haupthandlung um Kalasiris und Charikleia zwei parallele Handlungsstränge gibt, nämlich der Marsch der Bukolen gegen Memphis, der von Thyamis angeführt wird, und der Feldzug von Oroondates gegen Hydaspes. In dieser zweiten Hälfte des Romans befinden wir uns wieder in der auktorialen Erzählsituation, die Heliodor allerdings an mehreren Stellen absichtlich durchbricht, indem er knappe Kommentare oder Spekulationen im Stil eines vermeintlichen Historiographen einfließen lässt.

### Intertextuelle Bezüge
Heliodor greift in seinem Roman vielfach auf bekannte Sagen und Dichtungen der griechischen Literatur zurück und verwendet Motive, Zitate und Versatzstücke aus epischen, tragischen oder historiografischen Werken. Zum einen geschieht dies in direkter Form, unter namentlicher Erwähnung der jeweiligen Autoren. Zum anderen, indem Textpassagen oder Handlungsstränge klassischen Stoffen entlehnt und paraphrasiert werden. In der Auswahl und Verarbeitung der literarischen Vorbilder spiegelt sich das attizistische Bildungsideal der Spätantike wider, das auch von den Vertretern der „Zweiten Sophistik“ gepflegt wurde.

#### Homer
Besonders häufig finden sich Referenzen auf die `Odyssee´, die Heliodor nicht nur zitiert, sondern der Struktur des Romans insgesamt zugrunde legt. Wie dort ist das Hauptmotiv der Geschichte die abenteuerliche Reise der Protagonistin zurück in ihre Heimat. Die Nebenhandlungen um Kalasiris und Knemon, die sich ins Exil begeben haben, sind jeweils Variationen dieses Themas.
Speziell in der Figur des Kalasiris lassen sich inhaltliche und erzähltechnische Analogien zum Epos Homers, und unübersehbar zu Odysseus selbst, ausmachen. Auch er ist weit von seinem Zuhause und seiner Familie entfernt, und zeichnet sich vor allen andern durch Einfallsreichtum und Weisheit aus. Um seine Ziele zu erreichen, greift er bisweilen auf Täuschungen und Verstellung zurück, z. B. als er Charikles gegenüber die Ursache für Charikleias Leiden und ihre wahre Identität verheimlicht. Odysseus erscheint ihm während der Flucht aus Delphi sogar in einem Traum, um eine prophetische Warnung an ihn zu richten. Da er es versäumt habe, seine Insel zu besuchen und ihm seine Ehrerbietung zu erweisen, werde auch er bald zu Wasser und zu Land von Feinden umgeben sein.
Von Buch II bis V schildert Kalasiris im Haus des Kaufmanns Nausikles die Vorgeschichte aus der Perspektive eines Ich-Erzählers. Erst ab Buch VI entwickelt sich die Handlung wieder in chronologischer Reihenfolge. Bei Homer findet dieser Aufbau seine Entsprechung in den Büchern IX-XII, in denen Odysseus als Gast des Königs Alkinoos bei den Phaiaken über seine Irrfahrt berichtet. Passenderweise wird die Rückblende mit einer Paraphrase eines Homer-Verses eingeleitet. Bei ihrer ersten Begegnung nahe Chemmis antwortet Kalasiris auf die Frage von Knemon nach dem Grund seiner Aufregung: „Von Ilion holst du mich her“, eine Anspielung auf die Worte von Odysseus an Alkinoos auf dessen entsprechende Frage.
Der Abschied und die Rückreise nach Ithaka in Buch XIII sind in den `Aithiopika´ in Buch VI nachgebildet, als Kalasiris und Chairkleia vom Haus des Nausikles aufbrechen und von ihm und seiner Familie noch ein Stück des Weges begleitet werden. Zudem erinnert der Name von Nausikles´ Tochter, Nausikleia an Nausikaa, die Tochter von Alkinoos.
Der dramatische Höhepunkt der Geschichte um Kalasiris ist das Wiedersehen mit seinen Söhnen Thyamis und Petosiris in Buch VII, als beide gerade vor den Toren von Memphis einen Kampf auf Leben und Tod austragen. Die Szene ist in diesem Fall der Ilias und dem Zweikampf zwischen Achilles und Hektor entlehnt. Wie in der berühmten Vorlage verfolgt auch Thyamis seinen Gegner dreimal um die Stadt, allerdings kommt es nicht zum Tod eines der beiden Kontrahenten, da Kalasiris im letzten Moment in Verkleidung eines Bettlers erscheint und ihnen Einhalt gebietet. Dabei erfahren wir auch, dass er insgesamt zehn Jahre von seiner Heimat abwesend war: „Die Söhne gewannen ihren Vater nach zehnjähriger Irrfahrt wieder.“ Der Leser mag dabei an die Begegnung von Odysseus mit seinem Sohn Telemachos in Buch XVI der Odyssee denken. Nach seiner Rückkehr auf Ithaka wurde er von Athene zunächst in die Gestalt eines greisen Bettlers verwandelt, um unerkannt die Rückeroberung seines Palastes planen zu können. In der Hütte des Hirten Eumaios gibt er sich Telemachos schließlich zu erkennen. Die List, sich als Bettler auszugeben, wird von Theagenes bereits in Buch II vorgeschlagen, worauf Knemon mit einer Variante eines homerischen Verses antwortet: „[...]ihr seid Leute, `die nicht um einen Bissen Brot, sondern um Schwerter und eherne Kessel bitten´.“
Ähnlichkeiten zu dem Helden des homerischen Epos gibt es aber auch mit Theagenes. Als er mit Charikleia nach Ägypten gelangt ist, vereinbaren beide verschiedene Erkennungszeichen für den Fall, dass sie für längere Zeit voneinander getrennt werden sollten: „[...] doch zeigte ihm Charikleia für alle Fälle des Vaters Ring, den sie mitbekommen hatte, und Theagenes eine Narbe am Knie, die von einer Wildschweinjagd stammte.“ Ebenso wurde auch Odysseus der Sage nach als junger Mann auf der Jagd von einem Eber oberhalb des Knies verletzt. Die alte Dienerin Eurykleia erkennt ihn später anhand der Narbe, die von der Wunde zurückgeblieben war.
Neben solchen Parallelen, die direkt in die Handlung integriert sind, fügt Heliodor in der ersten Hälfte des Romans noch weitere Homer-Zitate in direkter Rede ein. In Buch I benutzt Charias in seinem Bericht über die Ereignisse nach Kenmons Verurteilung Worte aus der Ilias: „Nach deiner ungerechten Verbannung zog sich dein armer Vater voller Reue über das Geschehene auf ein entlegenes Landgut in die Einsamkeit zurück, `sein Herz verzehrend´, wie es im Epos heißt.“ Bevor Kalasiris dann im Haus des Kaufmanns Nausikles zu erzählen beginnt, besteht er zunächst auf ein gemeinsames Mahl, und begründet dies wiederum mit einem Zitat aus der Odyssee.
Bald darauf wird er ungeduldig von Knemon ermahnt: „Komm also zu deinem versprochenen Bericht. Ich finde, du verfährst wie Proteus von Pharos. Zwar verwandelst du dich nicht selbst in eine trügerische Gestalt, die ständig wechselt, aber du suchst mich immer wieder von der Sache abzubringen.“
Knemon bezieht sich hier auf Buch IV der Odyssee, wo Menelaos auf der Heimfahrt von Troja auf der ägyptischen Insel Pharos gestrandet ist. Dort verrät ihm Eidothea, die Tochter des Meeresgottes Proteus, dass dieser die Fähigkeit besitzt, sich in verschiedene Gestalten zu verwandeln. Um Proteus zu zwingen, Auskunft über die Ursache von Menelaos´ Notlage zu geben, muss dieser mit seinen Gefährten den Gott lange genug festhalten.
Im dritten Buch beschreibt Kalasiris den Auftritt von Charikleia während der Pythischen Spiele in Delphi: „Aber als Eos erschien am Morgen mit rosigen Fingern“. Das Bild vom Anbruch des Tages in Gestalt der Göttin der Morgenröte taucht häufig in der Odyssee auf, besonders in der Charakterisierung als „rosenfingrig“ (rhododaktylos).

#### Euripides, attisches Drama, Hesiod

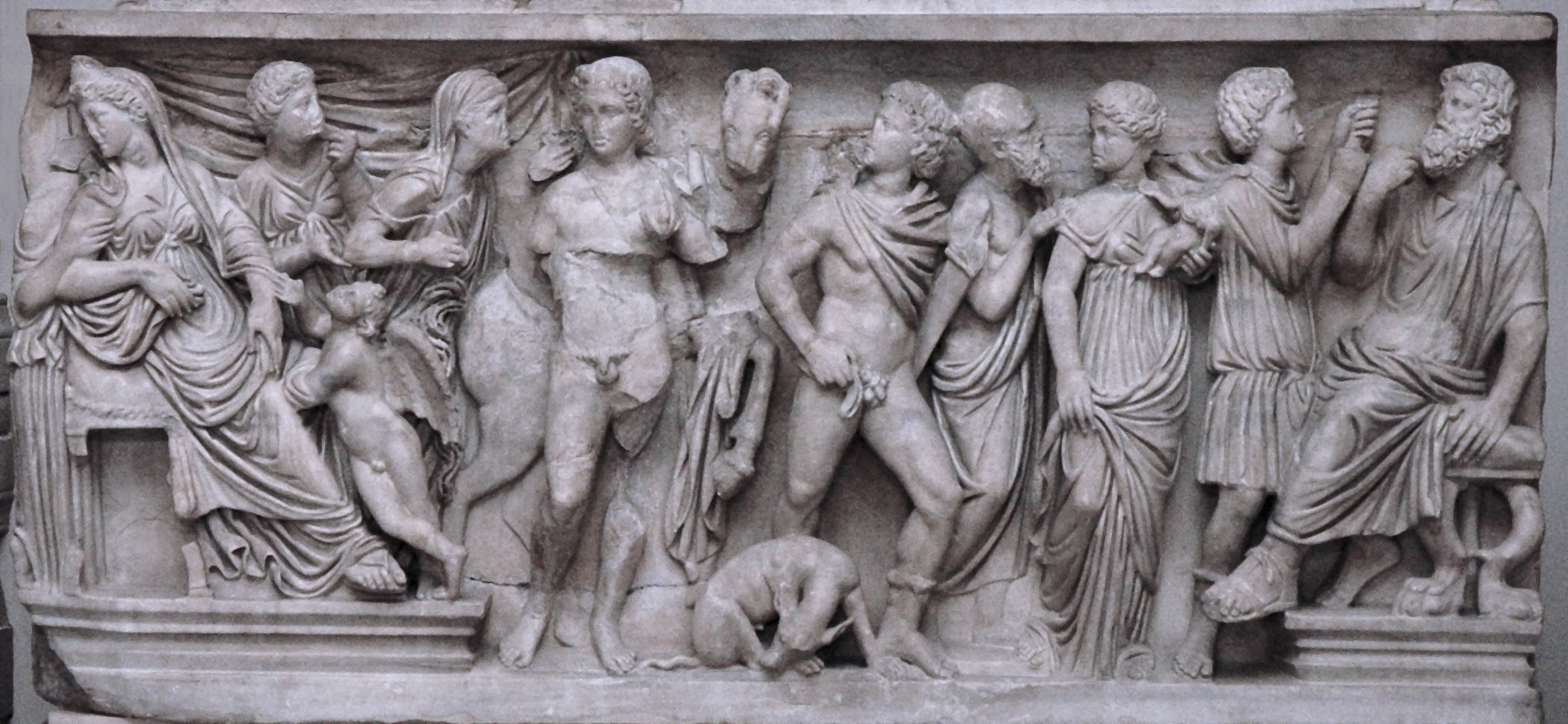
Darstellung der Sage von Hippolytos und Phädra auf einem antiken Marmorsarkophag (um 290 n. Chr., Louvre, Paris)

Heliodor verarbeitet neben den Epen Homers noch andere bekannte literarische Vorlagen. So ist die Episode von Knemon und Demänete eine Variation der Sage von Hippolytos und Phädra. Die Tochter des kretischen Königs Minos und der Pasiphaë war die Gattin von Theseus und verliebte sich aufgrund des Zorns der Göttin Venus in ihren Stiefsohn Hippolytos. Nachdem sie von ihm zurückgewiesen wurde, beging sie Selbstmord, hinterließ ihrem Gatten aber eine Nachricht, in der sie Hippolytos des Missbrauchs bezichtigte. Theseus verbannte ihn daraufhin aus Athen und sprach einen Fluch über ihn aus. Auf dem Weg ins Exil sandte Poseidon an der Küste von Troizen einen Stier aus dem Meer, der die Pferde seines Gespanns aufschreckte. Er stürzte aus seinem Wagen und wurde schließlich zu Tode geschleift. Euripides hat die Erzählung in zwei Tragödien verarbeitet, die sich außerdem in den `Metamorphosen´ von Ovid, sowie bei Hyginus und Apollodor findet. Bei Heliodor wird Knemon von Demänete sogar direkt als „der neue Hippolyt“ angesprochen, doch endet die Geschichte für ihn nicht tragisch. Zwar wird auch er von seinem Vater verstoßen, heiratet aber später in Ägypten und beschließt, mit seiner Frau nach Griechenland zurückzukehren. Die Episode wird bereits mit einem Zitat aus Euripides’ ‚Medea‘ eingeleitet, als er auf die Frage von Theagenes nach seiner Herkunft zunächst zögert: „‚Was rüttelst du und setzt den Hebel an?‘, heißt´s bei Euripides. Es dürfte nicht der richtige Augenblick sein, eurem Leid auch noch das meinige aufzubürden.“ Als er später Thisbe ermordet im unterirdischen Versteck der Bukolen auffindet, kommentiert er ihr Ende mit einem Verweis auf das attische Drama: „[...] du bist über das Meer gekommen, um auf der Bühne Ägyptens eine weitere attische Tragödie zu spielen, in deren Mittelpunkt ich stehen sollte.“ Im Haus von Nausikles drängt er voller Ungeduld darauf, dass Kalasiris endlich mit seiner Erzählung beginnen möge: „Und für dich ist es Zeit, das Drama, wie auf der Bühne, an mir vorüberziehen zu lassen.“ Der Leser soll an diesen Stellen daran erinnert werden, dass die Hauptfiguren, zu denen er im weiteren Sinn ebenfalls gehört, den Charakteren eines tragischen Bühnenstücks gleichen, und ein ähnlich dramatisches Schicksal durchleiden.
Vergleiche mit dem Theater werden von Heliodor noch in anderen Zusammenhängen verwendet. Bereits der unvermittelte Beginn am Strand liest sich wie eine Exposition: „In unzähligen Formen hatte ein Dämon das Verderben über einen kleinen Raum gestreut, […] und das Ganze wie ein Bühnenbild vor die ägyptischen Räuber hingestellt. Den Männern, die als Zuschauer auf dem Berg saßen, musste die Szene unverständlich bleiben.“ Als sie sich dann Charikleia nähern, bittet sie: „[...]schließt das Drama unseres Lebens mit unserer Ermordung ab.´ So sprach sie wie eine Tragödin.“
Während der Hochzeit von Knemon und Nausiklea klagt Charikleia über ihr Schicksal, und meint, die Götter hätten „das Drama, dessen Helden wir sind, so endlos in die Länge gezogen, daß sein Jammer lauter in die Ohren gellt, als jede Theaterszene.“
Buch VIII endet mit der Gefangennahme von Charikleia und Theagenes durch einen äthiopischen Spähtrupp, nachdem sie zuvor aus der Gefangenschaft in Memphis befreit worden waren: „Es war wie Prolog und Vorspiel eines Dramas: eben noch waren sie fremd und gefesselt gewesen und hatten dem Tod ins Auge gesehen; jetzt wurden sie nicht so sehr abgeführt als geleitet.“ Als sich in Buch VII Thyamis und Petosiris im Zweikampf gegenüberstehen, wird das plötzliche Erscheinen ihres Vaters mit dem Auftritt eines Gottes in der klassischen Tragödie verglichen: „Da fügte eine höhere Macht oder die Hand des Schicksals, das das Los der Menschen bestimmt, in den Ablauf des Dramas ein überraschendes Zwischenspiel ein, das sich im Wettstreit mit der bisherigen Handlung wie der Anfang eines neuen Schauspiels ausnahm, und sandte gerade an diesem Tage und zu dieser Stunde wie aus der Theatermaschine Kalasiris […] auf den Schauplatz.“ Gleichsam wie ein „deus ex machina“ löst er den Konflikt der beiden Brüder, der sich zu einem tödlichen Duell zugespitzt hatte.
Als am Ende von Buch X Charikleia von ihren Eltern wiedererkannt wird, geben Persinna und Hydaspes unter Tränen ihrer Freude Ausdruck. Ebenso ist auch die Bevölkerung von der unerwarteten Entwicklung bewegt: „Er bemerkte, wie das Volk von den gleichen Gefühlen beseelt war und über dem Stück, das das Schicksal in Szene gesetzt hatte, vor Freude und Rührung Tränen vergoß.“ Die Anagnorisis, das Wiedererkennen von Personen, ist in der antiken Tragödie ein geläufiges Element, das sich aber auch in anderen literarischen Gattungen findet. Eines der bekanntesten Beispiele ist erneut die Odyssee, wo Odysseus zuerst von Eumaios und Telemachos, dann von Eurykleia, Penelope und schließlich von seinem Vater Laertes wiedererkannt wird. Laut der `Poetik´ des Aristoteles ist das Wiedererkennen in der Tragödie dann am wirkungsvollsten, wenn es gleichzeitig mit einer Peripetie einhergeht, d. h. dem Umschwung im Schicksal einer Person, denn in dieser Kombination bewirkt die Handlung beim Betrachter „Jammer und Schaudern“. Im Fall von Charikleia und Theagenes ist dieser Umschwung erreicht, als beide am Ende dem Opfertod entrinnen und miteinander verlobt werden. An die Stelle eines Theaterpublikums tritt hier allerdings das versammelte Volk, das beim Anblick der Ereignisse „vor Freude und Rührung Tränen“ vergießt.
Schließlich wird auch Hesiod, der zweite große Epiker der griechischen Dichtung neben Homer, an einer Stelle zitiert. Als Knemon in der Verbannung vom Tod Demänetes erfährt, bemerkt sein Freund Charias: „Die Gerechtigkeit wacht, meint Hesiod. Sie sieht wohl eine Weile zu und schiebt die Vergeltung auf, aber auf solche Verbrecher hat sie ein scharfes Auge, wie sie denn auch dieses verdammte Weib gefaßt hat.“
Er bezieht sich hier auf eine Passage aus dessen „Werke und Tage“, wo Dike, die Göttin der Gerechtigkeit, unerkannt unter den Menschen weilt und frevelhafte Taten ihrem Vater Zeus kundtut: „Auch ist Jungfrau Dike da, Tochter des Zeus, hehr und bei Göttern geachtet, die im Olymp wohnen. Wenn sie nun einer verletzt und mit frechen Worten beleidigt, setzt sie sich gleich zu ihrem Vater, dem Kroniden Zeus, und erzählt im vom Trachten schändlicher Menschen, damit das ganze Volk die Frevel der Herrscher büße, die Verderbliches sinnen, das Recht beugen und krumme Bescheide erlassen.“

#### Enzyklopädische Exkurse
Heliodor legt großen Wert auf eine detailreiche und fantasievolle Schilderung der zahlreichen Schauplätze und ihrer Bewohner, der Vegetation oder Besonderheiten verschiedener Orte. Diese Exkurse, die von der eigentlichen Handlung losgelöst sind, tragen geographische oder ethnographische Züge und sind an Werken wie den „Historien“ Herodots oder der „Geographika“ Strabons angelehnt.
Bereits in Buch I setzt unvermittelt eine Beschreibung des Hirtenlands und der Lebensweise der darin siedelnden Bukolen ein, die sogar auf ihren Umgang mit Kleinkindern eingeht. Im achten Buch werden die Troglodyten beschrieben, ein Nomadenstamm unter der Herrschaft von Hydaspes, speziell deren Taktik im Kampf. In Buch IX folgt dann eine Schilderung der an der Schlacht zwischen Äthiopiern und Persern beteiligten Kontingente, ihrer jeweiligen Ausrüstung und Strategie in der Kriegsführung. Die Passage wird als Exkurs besonders gekennzeichnet, indem der Erzähler bei der Beschreibung der Bogenschützen aus dem Zimtland über die Herkunft des griechischen Wortes für Pfeil spekuliert.
Diesen Kunstgriff wendet Heliodor auch an anderen Stellen an. Als während der Belagerung von Syene ein Teil eines künstlichen Erdwalls einbricht, werden von ihm gleich drei mögliche Ursachen aufgezählt. Danach berichtet er von den religiösen Vorstellungen der Ägypter in Bezug auf den Nil und die Ursache für dessen jährliche Flut. Der Fluss repräsentiere dabei die Gottheit Osiris, das Land seine Gemahlin Isis. Heliodor geht hier so weit, den Wahrheitsgehalt seines eigenen Textes zu relativieren, indem er die entsprechende Passage als allegorisch einstuft und resümiert: „den heiligen Geheimnissen sollte man Ehre erweisen, indem man darüber schweigt.“ Als Hydaspes in Buch X am Altar des Gottes Dionysos Opfertiere darbringt, fügt der Erzähler hinzu: „[...] ich denke, im Hinblick aus den umfassenden freundlichen Charakter des Gottes, um durch die verschiedensten, in bunter Abwechslung dargebrachten Gaben seine Gunst zu gewinnen.“ Solche Wendungen erinnern an entsprechende Stellen bei Herodot, wenn er Informationen kommentiert, in Zweifel zieht oder zu einem Thema nichts weiter berichten möchte.

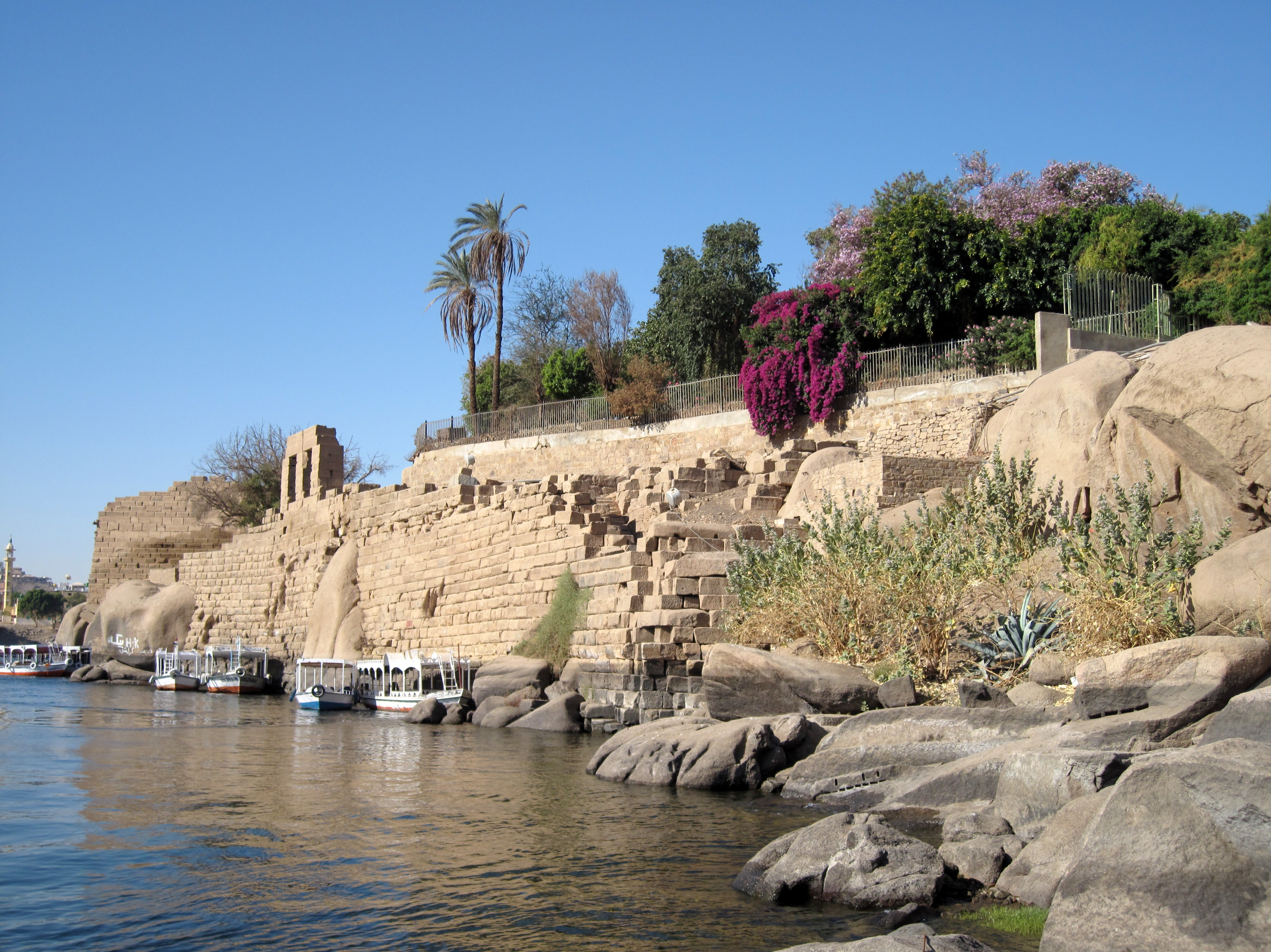
Nilometer auf der Insel Elephantine bei Assuan.

Der Rückgriff auf historiographische Vorbilder zeigt sich vor allem in den Abschnitten über Syene und Meroë. Die Beschreibung der umkämpften Stadt in Oberägypten folgt einer entsprechenden Passage der `Geographika´ von Strabon, wo ein aus regelmäßigen Steinen erbauter Brunnen am Nilufer erwähnt wird, der der Beobachtung des Wasserpegels dient. Ein weiterer Brunnen zeigt die Sommersonnenwende an. Da sich Syene unter dem Wendekreis befindet, steht die Sonne an diesem Tag zur Mittagszeit genau im Zenit, so dass die Zeiger der Sonnenuhren keine Schatten werfen, und das Licht bis an den Grund des tiefen Brunnenschachtes fällt. Dieses Phänomen machte sich im 3. Jh. v. Chr. der alexandrinische Gelehrte Eratosthenes zunutze, um den Erdumfang mathematisch zu bestimmen. Ebenso stützt sich Heliodor bei der Beschreibung der Nilinsel Philä im 8. Buch auf Strabon, der die Entfernung von Elephantine mit ca. 100 Stadien angibt.
Schließlich wiederholt auch der Abschnitt über die Lage Meroës und die Besonderheiten der Region im Wesentlichen die Darstellung Strabons. Die Stadt liegt auf einer großen Halbinsel, die von den Flüssen Astaboras, Astapus und Astasobas umschlossen wird. Wie in der „Geographika“ beziffert Heliodor die Länge der Insel mit etwa 3000 Stadien, die Breite mit etwa 1000 Stadien. Er erwähnt außerdem die Blemmyer und Trogodyten, die unterhalb von Meroë am Nil bzw. an der Küste des Roten Meeres siedeln.

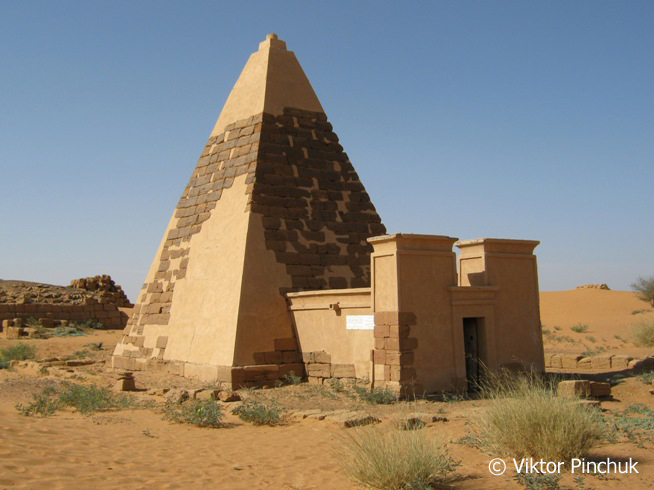
Pyramide in Meroë

Vereinzelte Exkurse lassen sich auch der Buntschriftstellerei zuordnen, wie sie etwa von Phlegon von Traleis, oder Athenaios von Naukratis überliefert ist. Gerade in der ersten Hälfte des Romans ist es Kalasiris, der vermeintliches Wissen über den Ursprung des Nils, Ursachen und Wirkungsweise des „bösen Blicks“, oder der wundersamen Heilkraft des Goldregenpfeifers zu berichten weiß. In Buch III vertritt er gar die Meinung, Homer sei ein im ägyptischen Theben geborener Sohn des Gottes Hermes. Dafür spräche auch die Erhabenheit seiner Dichtung, die ägyptisch anmute. An anderer Stelle werden die besonderen Eigenschaften des äthiopischen Amethysten beschrieben.
Die Frage, weshalb Heliodor eine solche Fülle für die Handlung mehr oder weniger unwesentlicher Informationen in den Roman eingeflochten hat, wird in der Forschung unterschiedlich beantwortet. Zum einen mag es der Absicht gedient haben, der Erzählung mehr Realismus zu verleihen, zum anderen, der Erwartungshaltung eines spätantiken Publikums in Hinblick auf paideia zu entsprechen und die Bildung seiner Epoche zur Schau zu stellen.

## Motivik

### Liebe
Die Handlung folgt zunächst dem gängigen Muster der Gattung, bei dem die Liebe zweier junger Menschen durch eine Aneinanderreihung widriger Umstände auf die Probe gestellt wird, bis am Ende alle Hindernisse überwunden sind und das Paar glücklich vereint ist. Die Protagonisten werden als über alle Maßen schön und anmutig beschrieben und verfallen einander in Liebe auf den ersten Blick. Heliodor wandelt diese Stereotypen allerdings insofern ab, als der Aspekt der Liebe in besonderem Maß mit Religion und damit verbundenen Vorstellungen von Sittlichkeit und moralischer Integrität verknüpft wird. Als Grundmotiv dient sie nicht nur der Begründung und Ursache für die weiteren Entwicklungen, sondern wird auch in verschiedenen Abstufungen dargestellt, reflektiert und bewertet.
Charikleia wird in Delphi von Kindheit an zu einer Priesterin der Artemis erzogen, wo sie unter der Obhut von Charikles steht, der wiederum ein Priester Apollons ist. Auch Theagenes wird als gottesfürchtig charakterisiert und sorgt gewissenhaft für die Ausführung der Opferhandlungen für den Heros Neoptolemos. Ihre erste Begegnung erfüllt beide mit großer Unsicherheit: „Zuerst standen sie in innerer Erregung plötzlich still. Zögernd reichte sie ihm die Fackel, zögernd nahm er sie.“ Später bekennt Theagenes gegenüber Kalasiris im Vertrauen seine Gefühle: „Alles ist in mir aufgewühlt, doch schäme ich mich, darüber zu sprechen.“ Charikleia gerät sogar in einen krankhaften Zustand: „Ihr Liebesleid hatte sie ganz überwältigt. Von ihren Wangen war schon alle Frische gewichen, ihrer Augen Glut schien, wie Feuer im Wasser, in ihren Tränen erloschen.“
Ihre Liebe zueinander wird durch unerschütterliche Tugendhaftigkeit bestimmt, wodurch sie anderen Figuren gegenüber moralisch überlegen, allerdings auch weniger realistisch erscheinen. Sie erliegen nicht ihrer Leidenschaft, sondern verpflichten sich auf Drängen Charikleias durch einen Schwur zu sexueller Enthaltsamkeit, bis die Eheschließung vollzogen wurde (die am Ende des Romans durch ihre Verlobung lediglich in Aussicht gestellt wird). Bestärkt werden sie in diesem Entschluss durch Kalasiris, der die Meinung vertritt: „Es mag ein großes Glück sein, von Liebe überhaupt nichts zu wissen […]. Du kannst mir glauben, auch du hast es in der Hand, dem schmählichen Vorwurf sinnlicher Lust vorzubeugen, lieber eine rechtmäßige Verbindung einzugehen und den krankhaften Zustand mit einer Ehe zu vertauschen.“
Sie verkörpern damit das Ideal der keuschen Liebe, und ihre sittliche Vorbildhaftigkeit zeigt sich besonders im Gegensatz zum Verhalten anderer Figuren, insbesondere Demänete, Trachinos, Arsake und Achämenes. Auch bei ihnen ist es die Liebe auf den ersten Blick, die sie antreibt. Allerdings beschränkt sich diese nur auf die rein äußerliche Schönheit, abwechselnd von Knemon, Charikleia und Theagenes. Ihr unangemessenes und triebhaftes Verlangen steht diametral zu der wahren Zuneigung, die die Protagonisten verbindet, und wertet sie moralisch ab. Selbst Thyamis, der als Anführer der Hirtenräuber auf die Wiedereinsetzung in sein rechtmäßiges Amt als Isis-Priester hofft, muss sich vor der geplanten Eheschließung mit Charikleia ihrer Gegenwart entziehen, damit seine Leidenschaft nicht Oberhand gewinnt. Ähnlich handelte Jahre zuvor auch sein Vater Kalasiris, der aus Angst vor den Reizen der schönen Thrakerin Rhodopis seine Heimat verlassen hatte. Diese zweite Form schlägt wiederholt in ungezügelte Begierde um, die sich dann auch zu Eifersucht oder Zorn, bis hin zu Mordabsichten steigert und an der diejenigen, die sich ihr hingeben, letztlich zugrunde gehen.

### Religion und Glaube
Verglichen mit anderen antiken Romanen kommt in den `Aithiopika´ dem Wirken übernatürlicher Mächte für die Handlung eine eminente Bedeutung zu. Insbesondere Apollon, der mit dem Sonnengott Helios gleichgesetzt wird, steht vor allen anderen Gottheiten und lenkt die Geschicke der Menschen. Durch Träume und Prophezeiungen gibt er den Hauptfiguren Hinweise auf ihr bevorstehendes Schicksal, das sich schrittweise auch erfüllt.
Unglücksfälle hingegen werden häufig dem Wirken eines nicht näher bezeichneten Dämons zugeschrieben. Schon früh wurde deshalb in der Forschung auf Parallelen zu neupythagoreischen Ideen hingewiesen, die sich in der Heraushebung einer einzigen Gottheit, der Sonne, dämonischer Antagonisten, die den Menschen Unheil bringen, und der Auffassung von einem vorherbestimmten Schicksal widerspiegeln.
Die Helden in Heliodors Erzählung zeichnen sich insbesondere durch Ehrfurcht vor den Göttern und tiefe Religiosität aus, Charakterzüge, durch die sie sich von ihren Antagonisten abheben und dem Leser in einem positiven Licht erscheinen. Sittsamkeit, Beachtung religiöser Gebote und Pflichtgefühl kennzeichnen ihr hohes Ethos. Dieses spiegelt sich nicht nur in ihren Handlungen, sondern auch in ihrem Äußeren wider. Schon zu Beginn des Romans wird Charikleia als eine geradezu übernatürliche Gestalt beschrieben, von der die Räuber am Strand zunächst eingeschüchtert sind: „Wie sie aufgerichtet dastand, erschien sie ihnen ein höheres Wesen, irgendeine Göttin. […] Die einen meinten, es sei eine Göttin, Artemis oder die einheimische Isis, die anderen hielten sie für eine Priesterin [...]“. Auch Charikles sagt, sie ziehe „Blick und Sinn auf sich wie ein neu geschaffenes Götterbild“. Als sie am Ende in Meroë den Göttern geopfert werden soll, kleidet sie sich in ein Priestergewand, das sie aus Delphi mitgebracht hat und erregt das Staunen der umstehenden Menge: „Als sie dort oben den Blicken aller ausgesetzt war, blendete ihre leuchtende Schönheit mehr denn je, und sie glich durch die Art ihrer Kleidung eher einem Götterbild als einem sterblichen Wesen.“
Die Ähnlichkeit mit einer Göttin wird für den Leser noch deutlicher nachvollziehbar, als die Ursache für ihre helle Hautfarbe offenbar wird, über die ihre Mutter Persinna in der geheimnisvollen Botschaft auf der Kopfbinde berichtet. Demnach war das Schlafgemach des Palastes mit Bildern geschmückt, die Liebesszenen von Perseus und Andromeda darstellten. Während der Empfängnis blickte nun Persinna auf ein Bild der Andromeda, „[...] und dieser unglücksselige Zufall hatte sich so ausgewirkt, daß die Frucht unserer Liebe jener ähnlich wurde.“ Außerdem heißt es in der Botschaft, dass Charikleias Geburt ihrem Mann zuvor in einem Traum angekündigt wurde, nachdem die Ehe zehn Jahre kinderlos geblieben war. Für den Leser legt dies den Schluss nahe, dass von Anfang an das Wirken göttlicher Mächte der Auslöser für Charikleias Geburt und ihre lange Irrfahrt bis zur Rückkehr in die Heimat Äthiopien war.
Dass ihr Schicksal von den Göttern gelenkt wird, deutet sich schon in einer Weissagung der Pythia an, die ihr und Theagenes unvermittelt während der Opfer für Neoptolemos zuteilwird:
„Lenke auf sie, die Anmut zuerst und am Ende den Ruhm hat,

Delphi, den Blick und auf ihn, der einer Göttin entsproß.

Fort vom Tempel werden sie ziehn und die Wogen durchschneiden,

Kommen ins dunkele Land, welches die Sonne beherrscht.

Dort erhalten sie herrlichen Preis für ihr treffliches Leben,

Auf der schwärzlichen Stirn schimmert die Binde dann weiß.“
Gleichzeitig bestätigt der Spruch auch die göttliche Abstammung von Theagenes, der sich als Nachkomme von Neoptolemos, dem Sohn von Achilles und Enkel der Göttin Thetis, bezeichnet. Ähnlich wie bei Charikleia wird dies bereits in seiner äußeren Erscheinung sichtbar:„Von ihm ging in der Tat etwas Achilleisches aus“. Charikles urteilt: „Ich habe den Jüngling gestern getroffen, und man konnte wirklich glauben, einen Nachkommen Achills vor sich zu haben; dafür sprach seine Gestalt und sein hoher Wuchs.“
Während ihrer Reise begegnen beide den zahlreichen Gefahren und Notlagen stets im Glauben an das schicksalhafte Wirken göttlicher Mächte, das sie als deren unabänderlichen Willen bereitwillig akzeptieren. Als sie etwa in Memphis von Arsake im Palast festgehalten werden, sagt Theagenes: „Es genügt vielleicht schon, in dem Bewußtsein, nichts Böses getan zu haben, darauf zu hoffen, daß die Götter es wohl machen […].“ Und als sie in der Kerkerhaft auf ihre Hinrichtung warten, spenden sie sich gegenseitig Trost „um tapfer und hochgemut das ihnen bestimmte Geschick zu tragen und die Kämpfe zu bestehen, die sie im Namen der Tugend und gegenseitigen Treue führten.“
Auch Kalasiris ist ein Mann von tiefer Gottesfürchtigkeit, der selbst bekennt: „Wäre mein Leid auch noch so groß, nie will ich die Gottheit darüber vergessen.“ Da er als Priester der Isis in Memphis über prophetische Gaben verfügt, ist er in der Lage, Orakelsprüche und Träume zu deuten. Einer der Gründe, Ägypten zu verlassen und nach Griechenland zu gehen, war die Vision eines Zweikampfes zwischen seinen beiden Söhnen, die sich Jahre später vor Memphis auch erfüllen sollte. In Delphi erhält er schon bei seiner Ankunft eine Weissagung der Pythia, in der ihm von der Gottheit verkündet wird:
„Setzest den Fuß von des Nils gesegneten Ährengefilden,

Meidest des Schicksals Gewalt, fliehst vor der Moiren Gespinst.

Habe Geduld! Ich beschenke dich bald mit den dunkelgefurchten

Feldern Ägyptens. Vernimm, nunmehr bleibst du mein Freund.“

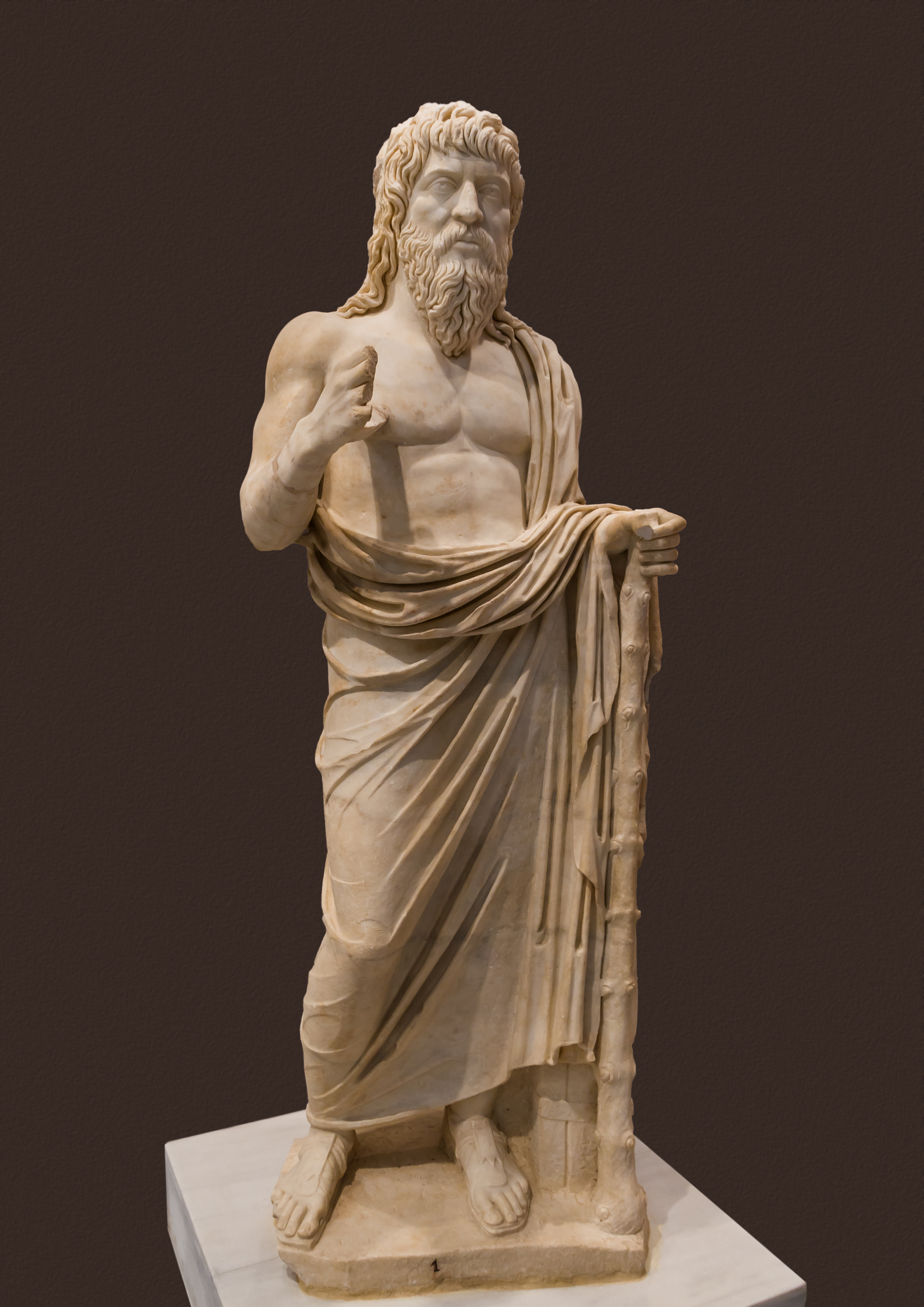
Statue eines Philosophen aus Gortyn, antoninisch (Heraklion, Museum).

Durch seine Weisheit und Einsicht gelingt es ihm, verborgene Zusammenhänge zu erkennen und die Vorgänge meist nach seinem Willen zu beeinflussen. In seinem Auftreten entspricht er dem Bild eines weisen, fast heiligen Mannes: „Sein schlohweißes Haar fiel nach Art eines Priesters herab, sein Vollbart war von würdiger Länge [...]“ Diese Beschreibung deckt sich mit der antiken Vorstellung vom charismatischen Philosophen, wie sie im Verlauf des 1. Jhs. n. Chr. im römischen Reich aufkommt. Eine ähnliche Stelle findet sich bei Plinius d. J., wo er über den Stoiker Euphrates sagt, er habe lang herabwallendes Haar und einen mächtigen weißen Bart (`demissus capillus, ingens et cana barba´, Plin. epist. I, 10, 6).
Seine Lebensweise entspricht der eines Asketen. Als Theagenes ihm bei einem Gastmahl einen Becher mit Wein reicht, lehnt Kalasiris ab, und Charikles erklärt: „Er enthält sich des Weins und aller Speisen von Geschöpfen, die eine Seele haben.“ An einer anderen Stelle heißt es: „Sie aßen also Nüsse, Feigen, frisch gepflückte Datteln und was sonst noch der Greis an derlei Dingen zu sich zu nehmen pflegte, denn er verschmähte es, der Ernährung wegen ein Geschöpf zu töten, und er trank dazu Wasser [...]“. Damit erinnert Kalasiris an den Philosophen Pythagoras, der den Verzehr von Fleisch verboten und auch keine Tieropfer dargebracht haben soll.
Große Ehrfurcht vor den Göttern und ihren Geboten zeichnet auch Hydaspes und Persinna aus, die der Tradition gemäß das Amt der Oberpriester für Helios und Selene innehaben. Ihre Abstammung leiten sie von Helios, Dyonisos, Perseus und Andromeda, sowie Memnon her. Gewissenhaft sorgen beide für die Ausrichtung der religiösen Feierlichkeiten in Meroë gemäß althergebrachter Riten, die auch die Opferung ausgewählter junger Männer und Frauen mit einschließt. Selbst nachdem sich herausgestellt hat, dass Charikleia die totgeglaubte Tochter des Königspaares ist, wird sie von Hydaspes nicht davon ausgenommen. Dies bekräftigt er mit einer Rede an das versammelte Volk, hofft aber insgeheim, die Menge dazu bewegen zu können, Charikleia zu begnadigen: „Ich aber gehe so weit in meiner Liebe zu euch und zu dem Vaterland, daß ich auf die Erhaltung meines Geschlechts und das Glück, Vater zu heißen - Dinge, die mir durch sie geboten wurden, zu verzichten und den Göttern für euch zu opfern gewillt bin.“ Die Anwesenden lehnen dies ab und auch sonst wird die Feier immer wieder von turbulenten Szenen unterbrochen, bis zuletzt der König in Einklang mit den Priestern verkündet, dass alle, die für das Opfer ausersehenen sind, verschont werden sollen. So setzt sich durch die Ankunft von Charikleia und Theagenes eine Abkehr von urtümlichen religiösen Gebräuchen durch, die mit der abschließenden Übergabe des Priesteramts an die jüngere Generation besiegelt wird.
Besondere Verehrung genießen bei den Äthiopiern die Gottheiten Helios, Selene und Dionysos. Helios wird in dem Roman mit Apollon gleichgesetzt, wie Charikles am Ende vor der versammelten Menge betont: „Apollon, der auch eure Verehrung genießt und identisch mit Helios ist“. Auf diese Weise wird die Hauptstadt Meroë in ihrer Bedeutung als Kultstätte dem griechischen Delphi angeglichen, so dass es für Charikleia und Theagenes eine große Auszeichnung bedeutet, als ihnen das Priesteramt von Hydaspes und Persinna übertragen wird.
In Meroë gibt es allerdings noch eine andere religiöse Gemeinschaft, die Gymnosophisten, die in einem Heiligtum des Gottes Pan leben. Sie sind in hohem Maße angesehen, beraten den König in allen Staatsangelegenheiten und können ebenfalls in die Zukunft blicken. Sie sind offenbar nicht der Autorität des Hydaspes unterworfen, denn vor den Feierlichkeiten für den Sieg über die Perser begibt sich Königin Persinna persönlich zu ihnen, um ein Schreiben ihres Gatten zu überbringen und sie einzuladen, an der Zeremonie teilzunehmen. Dieser Bitte kommen sie erst nach, als sie diesbezüglich die Götter befragt und deren Einverständnis erhalten haben. Während der Feier erklärt ihr Vorsteher Sisimithres dem König gar, dass sie die seit alters her vorgeschriebenen Menschenopfer zu Ehren der Götter entschieden ablehnen: „Unser Auge und Ohr ist bisher schon genug verletzt worden. Wir werden uns in den Tempel zurückziehen; denn wir sind weder selbst mit dem greulichen Menschenopfer einverstanden, noch glauben wir, daß die Gottheit es gutheißt. Hätte man es nur in der Hand, auch die Opferung anderer lebender Wesen zu verhindern, da, nach unserm Sittengesetz allein schon Gebete und Wohlgerüche genügen!“.
Sisimithres ist es dann auch, der Hydaspes angesichts der Ereignisse bei der Siegesfeier davon überzeugt, dass es der Wille der Götter ist, von nun an auf Menschenopfer zu verzichten: „So laßt uns denn diese Wundertaten der Götter recht verstehen und in ihrem Sinne handeln! Laßt uns auch für die Zukunft auf Menschenopfer verzichten und lieber Opfer darbringen, an denen keine Blutschuld haftet.“
Insgesamt spielen religiöse Vorstellungen in den `Aithiopika´ eine grundlegende Rolle für die Motivation der Charaktere und die Entwicklung der Handlung. Nicht nur gegenseitige Liebe verbindet die beiden Protagonisten, sondern auch moralische Integrität und fester Glaube an die Vorsehung der Götter. Für den Leser ist dabei klar, dass Charikleia und Theagenes unter dem Schutz von Apollon-Helios, Artemis und Selene stehen. Diese verkünden ihren Willen häufig durch prophetische Träume oder Orakelsprüche und geben Hinweise auf zukünftige Ereignisse. In Delphi etwa erhält Kalasiris nach der ersten Begegnung von Charikleia und Theagenes im Traum von Apollon und Artemis den Auftrag: „Es ist Zeit für dich, in deine Heimat zurückzukehren. So ist es von den Schicksalsgöttinnen bestimmt. Mache dich also auf, nimm die beiden als Reisegefährten und achte sie eignen Kindern gleich. Von Ägypten schicke sie weiter, wohin und wie es den Göttern gefällt.“
Daneben gibt es auch weniger konkrete, für die Menschen zunächst rätselhafte oder unverständliche Visionen, deren Bedeutung sich erst im Nachhinein erklärt. Beispielsweise erscheint Thyamis, nachdem er im Hirtenland seine baldige Hochzeit mit Charikleia beschlossen hat, im Traum eine Göttin, die weissagt: „Thyamis, hier bringe ich dir dieses Mädchen. Du wirst sie haben und nicht haben, du wirst sie widerrechtlich töten, doch wird sie nicht umkommen.“ Er versteht den Sinn der Worte zunächst nicht, allerdings erfüllt sich die Prophezeiung schon bald, als er im Versteck der Räuber irrtümlich Thisbe anstelle von Charikleia mit dem Schwert tötet.
Der göttliche Wille offenbart sich jedoch auch in gegenteiliger Weise, indem diejenigen Figuren, die aufgrund ihres unmoralischen Charakters eindeutig negativ gezeichnet werden, eines gewaltsamen Todes sterben. Die Piraten, die das phönizische Handelsschiff aufbringen, fallen der eigenen Habgier zum Opfer. Weil deren Anführer Trachinos Charikleia zur Frau nehmen will, kommt es unter der Mannschaft aus Eifersucht zu einer Meuterei. Bei dem darauf folgenden Kampf töten sich die Piraten am Ende gegenseitig. Demänete stürzt sich in einen Abgrund, nachdem ihre heimliche Liebe zu Knemon und die Intrige, die zu seiner Verbannung geführt hat, ans Licht kommen, während ihre Dienerin Thisbe als Gefangene der Räuber im Hirtenland stirbt. Thermutis, der auf den Tod von Theagenes, Charikleia und Knemon sinnt, wird im Schlaf von einer Giftschlange gebissen. Arsake erhängt sich, um der Bestrafung durch Oroondates oder den persischen Großkönig zuvor zu kommen, und ihre Zofe Kybele fällt ihrem eigenen Mordkomplott gegen Charikleia zum Opfer. In dem kleinen Dorf Bessa werden Kalasiris und Charikleia auf der Suche nach Theagenes ungewollt Zeugen einer Totenbeschwörung. Eine alte Frau vollzieht dort ein verbotenes Ritual, um den Leichnam ihres verstorbenen Sohns zu erwecken. Dieser erklärt ihr, dass sie aufgrund dieses Frevels ihr Schicksal besiegelt hat. Da sie nicht für seine Bestattung gesorgt hat, bleibt er von der Gesellschaft der Seelen in der Unterwelt ausgeschlossen. Daher wird sie nicht „dem Tod durch das spitze Eisen entgehen, vielmehr wirst du, da du dein ganzes Leben immer mit so unsittlichem Tun ausgefüllt hast, sehr bald das gewaltsame Ende finden, das allen solchen Frevlern bestimmt ist.“ Als sie von dem Toten außerdem erfährt, dass sie von Kalasiris und Charikleia heimlich beobachtet wird, will sie beide mit einem Schwert töten, stürzt jedoch in einen abgebrochenen Speer und stirbt auf der Stelle. Achämenes schließlich, der Sohn von Kybele, wird von einem Bogenschützen getötet, nachdem er versucht hat, den Statthalter Oroondates auf der Flucht zu ermorden.

## Rezeption

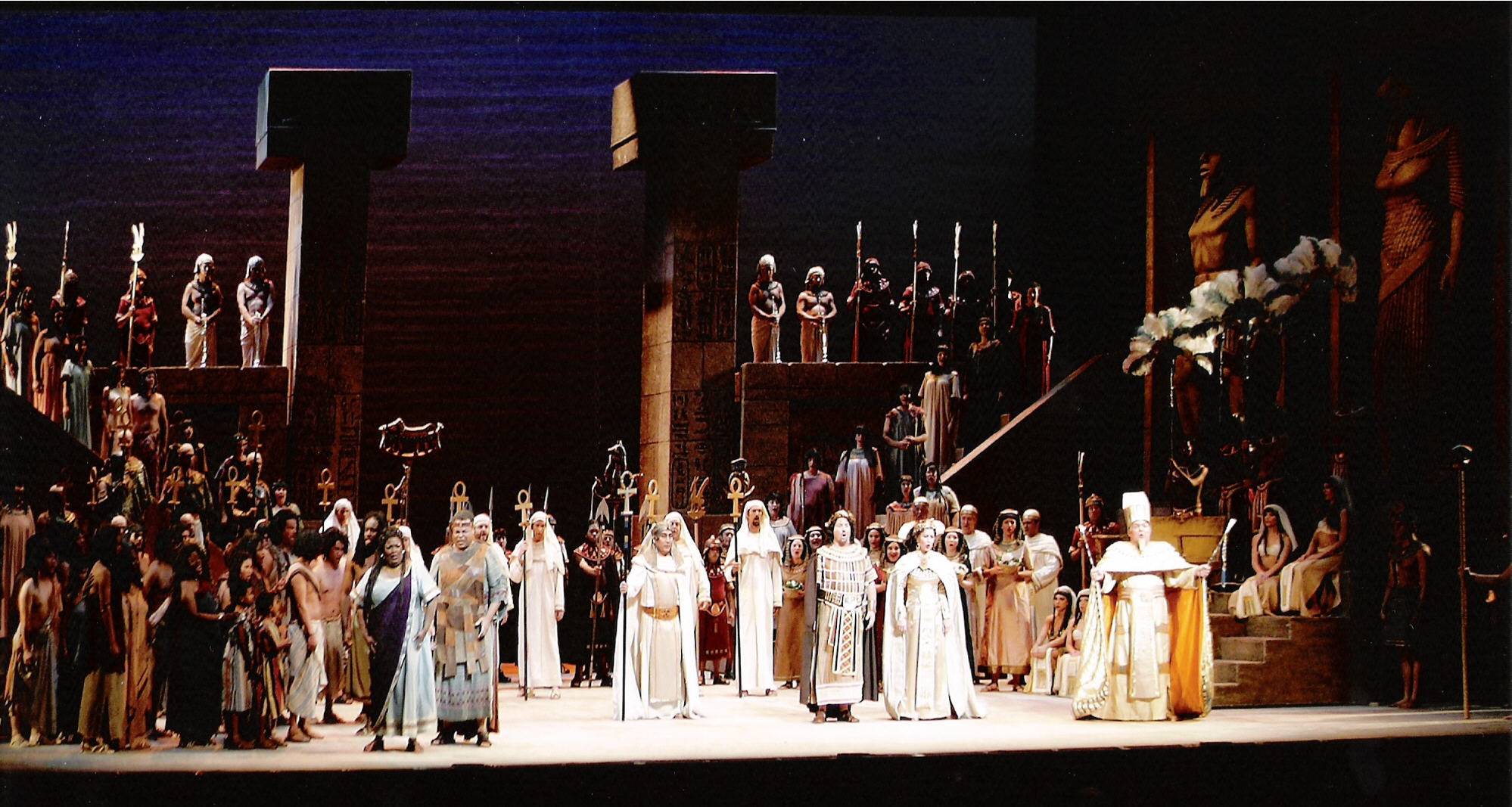
"Aida" von Giuseppe Verdi

Heliodors Aithiopika erfreuten sich im Byzantinischen Reich während des Mittelalters großer Beliebtheit. In Westeuropa wurde der Roman wiederentdeckt, nachdem eine Handschrift aus der Bibliothek des ungarischen Königs Matthias Corvinus bei der Eroberung Budas 1526 geraubt wurde und später in den Besitz von Vincentius Opsopoeus gelangte, der sie 1534 in Druck gab. 1547 erschien eine erste Übersetzung ins Französische von Jacques Amyot, der im Verlauf des 16. und 17. Jhds. zahlreiche weitere in diversen europäischen Sprachen folgten.
Die Erzählung diente einer Reihe neuzeitlicher Autoren als Vorlage, so etwa Miguel de Cervantes (Die Mühen und Leiden des Persiles und der Sigismunda, 1617), Madelaine de Scudéry (Ibrahim ou l´illustre Bassa, 1641, Artamène ou le Grand Cyrus, 1649–53), oder dem Dramatiker Alexandre Hardy, der sie in acht Dramen verarbeitete. In seinem Traitté de l’Origine des Romans (1670), der ersten wissenschaftlichen Arbeit zur Entstehung der literarischen Gattung, urteilte Pierre Daniel Huet, Heliodors Roman sei der beste schlechthin: „Hitherto the World had not seen anything better designed and more compleat in Romance, than the Adventures of Theagenes and Chariclea“.
Auch in der bildenden Kunst wurde der Roman rezipiert und einzelne Episoden wiederholt dargestellt, z. B. von Karel van Mander (III), Abraham Bloemaert, Gerrit van Honthorst oder Ambroise Dubois.
Im Verlauf des 18. Jhds. erlosch das Interesse an dem Roman weitgehend, bis Giuseppe Verdi 1871 mit der Oper Aida die Handlung erfolgreich adaptierte. Beginnend mit Erwin Rodes Buch Der griechische Roman und seine Vorläufer (1876) wurden die Aithiopica zum Gegenstand zahlreicher philologischer Untersuchungen, die bis heute andauern.

## Ausgaben
- Heliodori Aethiopicorum libri 10. Collatione mss. Bibliothecae Palatinae et aliorum, emendati et multis in locis aucti. Hieronymus Commelinus, Heidelberg 1596.
- Hēliodōru Aithiopikōn Biblia Deka. Hrsg. von Adamantios Korais. Eberart, Paris 1804, 2 Bde.
- Heliodori Aethiopicorum libri decem. Hrsg. von Christoph Wilhelm Mitscherlich. Griechisch und Latein. Zwei Bände. Typographia Societatis Bipontinae, Straßburg 1798.
- Heliodori Aethiopicorum libri X. Hrsg. von Immanuel Bekker. Teubner, Leipzig 1855.
- Guillelmus Adrianus Hirschig: Erotici scriptores. Didot, Paris 1856.
- Heliodori Aethiopica. Hrsg. von Aristide Colonna. Typis Regiae Officinae Polygraphicae, Rom 1938. 2 Bde.
- Héliodore: Les Éthiopiques (Théagène et Chariclée), hrsg. von Robert M. Rattenbury und Thomas W. Lumb, übers. von Jean Maillon, 2. Auflage Paris 1960 (1. Auflage 1935).

## Übersetzungen
- Aethiopica historia. Übersetzung von Johannes Zschorn. Straßburg 1559. Nachdruck: Lang, Bern u. a. 1984, ISBN 3-261-03177-8.
- Theagenes und Charikleia. Ein Roman aus dem Griechischen des Heliodoros. Übersetzt von Karl Wilhelm Göttling. Andrea, Frankfurt a. M. 1822.
- Heliodor's zehn Bücher Aetheopischer Geschichte. Aus dem Griechischen übersetzt von Friedrich Jacobs. Verlag der J. C. Metzler'schen Buchhandlung, Stuttgart 1837.
- Heliodorus: Aethiopische Geschichten. Aus dem Griechischen übersetzt von Theodor Fischer. 2 Bde. Hoffmann, Stuttgart 1867–1868.
- Heliodor: Die äthiopischen Abenteuer von Theagenes und Charikleia. Übersetzung von Horst Gasse. Reclam, Stuttgart 1972, ISBN 3-15-009384-8.
- Heliodoros: Die Abenteuer der schönen Chariklea. Übersetzung von Rudolf Reymer (1950). Artemis & Winkler, München 2001 (Bibliothek der Alten Welt), ISBN 3-7608-4087-6. Mit einem Nachwort von Niklas Holzberg.
- Heliodor: Aithiopikà. Übersetzung von Rudolf Reymer, Zürich 1950. In: Bernhard Kytzler (Hrsg.): Im Reiche des Eros. Sämtliche Liebes- und Abenteuerromane der Antike. Albatros, Düsseldorf 2001, Bd. 1, S. 224–512.